# Гданськ
Гданськ (пол. Gdańsk польська: [ɡdaj̃sk] ( прослухати), каш. Gduńsk [ɡduɲsk], нім. Danzig [ˈdantsɪç] ( прослухати) або [ˈdantsɪk] ( прослухати); лат. Gedania, Gedanium або Dantiscum) — місто на півночі Польщі, лежить на березі Гданської затоки Балтійського моря, у гирлі річки Вісла, столиця Поморського воєводства.
Гданськ — культурний, науковий та економічний центр, а також потужний транспортний вузол Північної Польщі. Місто є великим портом на Балтійському морі, центр промисловості, зокрема нафтохімічної і машинобудування (розвинені суднобудування і судноремонт).
Населення — 487 834 тисяч мешканців (6-те за розміром у Польщі). Разом із Гдинею і Сопотом утворює міську агломерацію — так зване Тримісто (пол. Trójmiasto, Труймясто) з населенням понад 1 мільйон мешканців.
Історія міста налічує понад 1000 років, його ідентичність формувалася під впливом різних культур. Гданськ відомий як місто, з якого почалася Друга світова війна і розпочався занепад комунізму в Центральній Європі.
Найпопулярнішими туристичними районами Гданська є Головне та Старе місто Гданська, Вестерплатте та Оліва.

## Походження назви міста
Назва Гданськ слов'янського походження — її утворено за допомогою праслов'янського суфікса -ськ- від не збереженої назви тутешньої річки (найімовірніше Мотлави — її сучасна назва походить із прусської мови, яка принесена з околиць Пруща-Гданського в другій половині XIII ст.), яка зараз би звучала Гданья. Спосіб створення назви міста від назви річки був у слов'янських мовах широко розповсюджений (наприклад Пуцьк від Путниці, Мінськ від Меньї, Пінськ від Піни i багато інших). Якщо йдеться про назву Гданья, слово гьд- означало вологий, підмоклий (наприклад Гдині, Гацька, Гдиня і т. ін.), у той час як набір суфіксів -Vnьja є типовий на Помор'ї для назв річок і струмків (Гдиня, Радуня, Оруня).

### Церемоніальні назви
В особливих випадках місто також називають "Королівське польське місто Гданськ" (польською: Królewskie Polskie Miasto Gdańsk, латиною: Regia Civitas Polonica Gedanensis, кашубською: Królewsczi Pòlsczi Gard Gduńsk). Кашубською мовою місто називається Gduńsk. Хоча деякі кашуби також можуть використовувати назву "Наше столичне місто Гдуньськ" (Nasz Stoleczny Gard Gduńsk) або "Наше (регіональне) столичне місто Гдуньськ" (Stoleczny Kaszëbsczi Gard Gduńsk), культурні та історичні зв'язки між містом і регіоном Кашубії є дискусійними, а використання таких назв викликає суперечки серед кашубів.

## Історія

### У праісторичну добу
У праісторичні часи в районі сучасного Гданська зафіксовано низку археологічних культур. Представники жуцевської археологічної культури енеоліту (2500—1500 рр. до н. е.) відомі тим, що вже використовували бурштин. Ця культура також відома як ловці тюленів.
Як свідчить археологія, потреба в балтійському бурштині існувала вже в добу бронзи, коли з ареалу егейсько-адріатичної цивілізації до узбережжя Балтики через Моравію і Карпати протягнулися перші торгові шляхи. З боку Балтії партнерами в такій торгівлі виступали носії лужицької (1300 до 350 рр. до н. е.) чи пізнішої поморської (VI—II ст. до н. е.) археологічних культур. Представники поморської культури вирізнялися оригінальними антропоморфними поховальними урнами, одна з яких зображена на емблемі Гданського археологічного музею. Одним із посередників у торгівлі з римлянами стала факторія в районі тодішнього берега моря — районі сучасного Пруща-Гданського (пізніше належав до міста Гданська).
У середині I ст. н. е. германські племена готів рушили зі Скандинавії на південь і висадились у районі гирла Вісли. Їх прибуття ототожнюють із формуванням мультиетнічної вельбарської археологічної культури. Припускають, що далі готи мігрували з південного узбережжя Балтійського моря до узбережжя Чорного моря та Дунаю, досягнули кордонів Римської імперії та утворили одне з перших державних утворень на території сучасної України.
Після переселення готів у Східному (або Гданському) Помор'ї з'явилися слов'яни та вікінги. Слов'янські землі простягалися на захід до гирла Лаби, а на схід до гирла Вісли, де слов'ян змінювали балти
У ранньому середньовіччі до IV ст. на південному узбережжі Балтійського моря від Щецина до дельти Вісли формується племінна група поморців (поморян чи як вони самі себе називали кашубів), яких з бігом століть консолідувала необхідність протистояння тиску сусідів — данців, німців та полян (поляків).

### Перший Гданськ
Вважається що Гданськ виник як місто в X ст. Це базується на першій згадці про місто під 997 р. як urbs Gyddanzc у Першому житії Св. Войцеха, який прибув сюди з місією та концепції територіальної експансії Пястів в X ст.
У X ст. держава Пястів експансувала на прилеглі землі підпорядковуючи собі сусідні слов'янські племена. У випадку Помор'я вважається що Мешко I у 50-х рр. X ст. приєднав частину Східного та Західного Помор'я, які заселяли поморці. До 2005 р. цю концепцію підтримували опис держави Пястів у «Dagome iudex» та помилкове, як виявилося, датування граду в гирлі Мотлави до Вісли на X ст. Опис у «Dagome iudex» є дуже розмитий і згадує сусідів держави Мешка, що сягала по море. Невідомо, де розташовувалося перше городище в Гданську. Мотлавське городище було 2005 р. передатовано на 50—60-ті рр. XI ст. Після цього початки міста пробували пов'язати з городищем на Градовій горі, згідно з традицією про походження міста, яка зберігалася до XX ст. Польський історик Б. Слівінський сформував цілісну гіпотезу початків Гданська пов'язану із занепадом Трусо, функціонуванням порту в Пуцьку та початками Гданська зі сторожевого городища на Градовій горі. Польський археолог С. Вадил піддав цю концепцію критиці, вважаючи, що Гданськ X ст. слід шукати в районі ратуші Головного міста чи на Домініканському острові. 2022 р. було підтверджено наявність решток укріпленого поселення X ст. у підземеллях ратуші.

### Гданськ в XIст.
Археологічно досліджене городище в місці впадіння річки Мотлави до Вісли між сучасними вулицями Na Dylach i Dylinki з півночі, Rycerskiej i Karpiej зі сходу, Wapienniczej i Wartkiej з півдня, та Sukienniczej з заходу було збудовано лише в 50—60 рр. XI ст. Городище (град разом з укріпленим підгороддям) займало 2,27 га, археологи припускають що тут було до 250 будинків з 1000 мешканцями. Вважається, що це городище виникло як новий торговельний центр Пястів на Балтиці для важливої міжнародної торгівлі та імовірно для нейтралізації розташованого неподалік «датського» Трусо (кінець якого припадає на середину XI ст.). Якщо не розглядати скандинавську гіпотезу то град мав виникнути не раніше 1047 р. (за Казимира Відновителя) і не пізніше 1060 р. (за Болеслава II Сміливого). Усе XI ст. поморці вперто боролися зі спробами Пястів нав'язати їм свою зверхність. Час перемог Казимира Відновителя над Мецлавом і поморцями в принципі збігається з датуванням городища між Мотлавою та Віслою.
Проте на основі численних знахідок скандинавських предметів та конструкції скринь укріплень на городищі XI ст. не можна виключати, що Гданськ могли заснувати датчани чи шведи в період незалежності Помор'я від молодої держави П'ястів.
Одночасно з укріпленими градом та підгороддям (на острові посеред гирла Мотлави) в інших частинах сучасного міста виникали інші осередки оселення. Вони локалізувалися за західним рукавом гирла Мотлави на краю заплави — Західне поселення та в районі суч. костелу св. Миколая — поселення на Домініканському острові (Kępa Dominikańska). Первинні вогнища оселення тоді могли виникати лише на найбільш підвищених рідко-затоплюваних ділянках заплави Вісли. Лише поступово, у міру відкладання культурного шару поверхня Гданська підвищувалася, тож колишні ділянки заплави займали надзаплавне положення і ставали придатними для поселення.
Вул. Kowalska — Podwale Staromejske становили приблизну західну та південну межу Західного поселення. Воно було поєднане з пігороддям острівного городища мостом, а дорога що сполучала поселення за часу Самбора I була посилена дерев'яним мощенням. З півдня від поселення проходило плече Седлецького потоку, який впадав до Мотлави з лукою в районі костелу св. Миколая. Тут оселялися численні купці, ремісники та рибалки. Центр поселення на Домініканському острові був розташований на території сучасного Старого міста на перехресті доріг у районі костелу домініканців. Тут під час археологічних досліджень відкрито рештки поселення з XI i XIII ст. з напівземлянками, а також цвинтар середини X ст. — 1813 р..
У 1069 р., за панування Болеслава II Сміливого Помор'я вийшло з під влади Пястів. Повернути його пробував молодший брат і наступник Болеслава — Владислав Герман. У результаті походу 1090 р. він зайняв Східне Помор'я «аж по море», тобто разом із Гданськом. Проте залишені ним намісники не змогли втриматися тут, через що 1091 р. князь наказав всі гради на Помор'ї спалити. Теоретично в цей час міг бути спалене також гданський град біля гирла Мотлави. Сліди пожежі кінця XI ст. дійсно зафіксовані археологічно. Проте поморці не давали шансів Герману утримати над ними владу, вирізали його представників чи вигнали їх. Потім вели запеклу боротьбу з пробами Германа відігратися.

### Під владоюСобіславичів

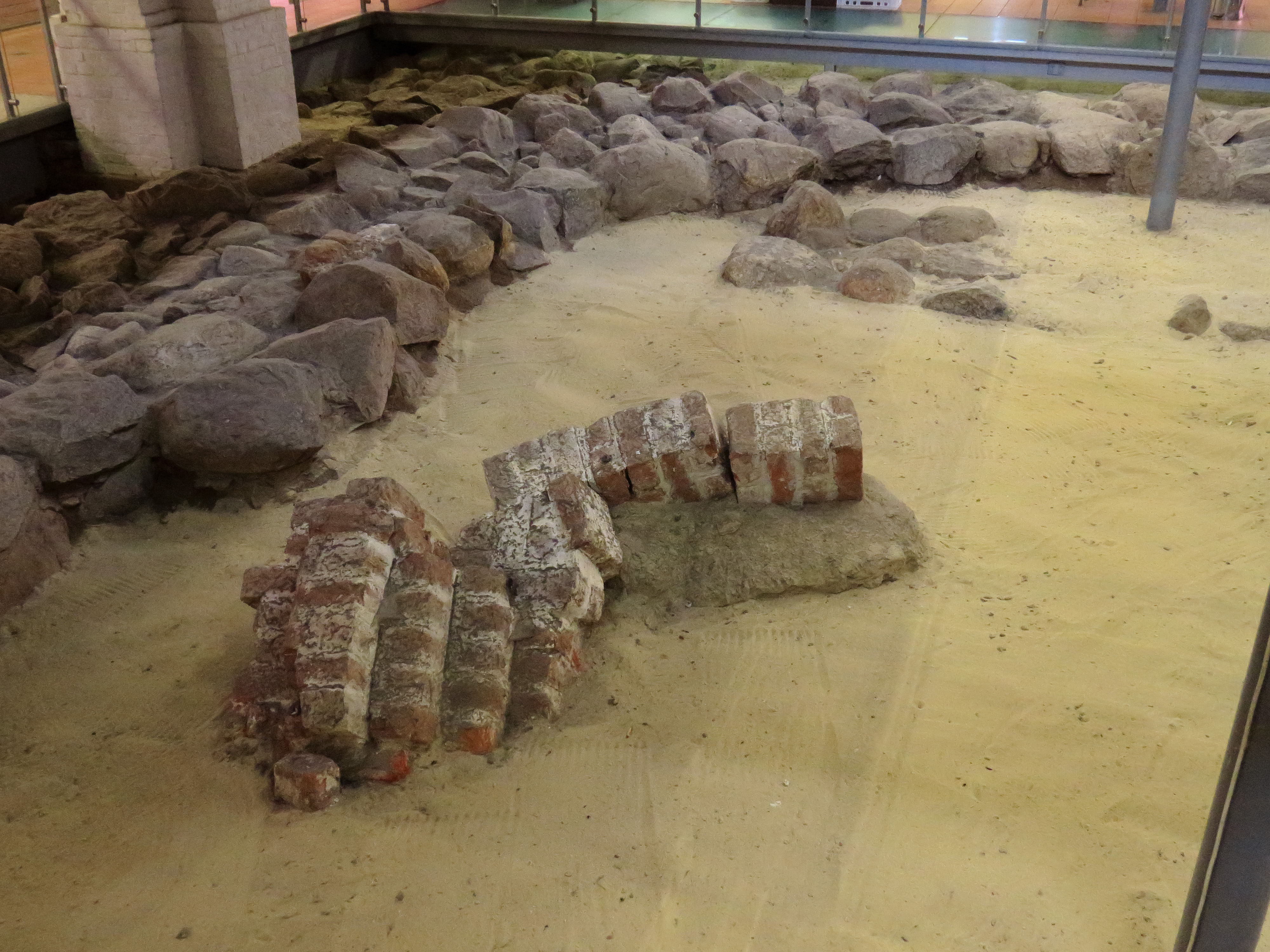
Фундаменти костелу св. Миколая (першого фундації Самбора І). Підвальна частина торговельного павільйону

У 1119 р. Болеслав Кривоустий завоював Помор'я з Гданськом. Відтоді Гданськ і ціле Східне Помор'я перебували під владою польських князів із династії Пястів. У Гданську від їх імені правили пястовські намісники (перший відомий напівлегендарний Собіслав І). Завдяки вигідному становищу місто швидко розвивається. Влоцлавська булла 1148 р. підтвердила приналежність «castrum Kdanzc» до Влоцлавського єпископства. Єпископу належала десятина від мита, яке збиралося в гданському граді з кораблів, які входили до порту. З середини XII ст. назва Гданськ стала з'являтися в документах регулярно. Проявом встановлення християнства стала побудова в XII ст. у Гданську першого в кам'яного романського костелу Богоматері. Його локалізація та зовнішній вигляд на жаль досі лишаються не відомими.
У 1188 р. Самбор I заклав собор і кляштор цистерців в Оливі. Він отримав доходи з гданських шинків і з мита, яке належало до гданського граду, у фундаційному акті (фальсифікаті, проте на основі попереднього оригіналу) вперше згадується Гданський порт. При Самборі I в Гданську з'явився також перший мурований костел св. Миколая. Він був збудований, найімовірніше, 1185 р. (до 1190 р.) і розташовувався на місці сучасної торгівельної зали на Plac Dominikanski (відкриті фундаменти можна оглянути в підземеллі зали, а фрагмент романської споруди кляштору у відділенні археологічного музею в Гданську — «Piwnica Romańska»). Тут було підвищення, тож костел височів над поселенням. У районі костелу був центр тогочасного торгового поселення та перетин торговельних шляхів. Один із них — Дорога Купців йшов на південь, а другий перпендикулярний вів із порту до Слупська. Неподалік, імовірно, розташовувався торговельний плац. Роль своєрідного торговельного простору могла виконувати також вулиця Szeroka.
Коло 1212 р. Мстивой I заклав кляштор норбертіанок у Жукові, якому було віддано третю частину мита зібраного на гданському граді з сукна.
У 1226 р. напад пруссів на околиці Гданська спричинив знищення Оливського кляштору. Нападники підійшли під гданський град, знищуючи поселення на Домініканському острові і костел святого Миколая. Напад організований Пястами: Владиславом Лясоногим і Конрадом Мазовецьким, зумовив те, що в січні 1227 р. Святополк, який до цього був намісником польських князів, зірвав з пястовською династією і оголосив себе незалежним князем. Тим самим Гданськ як його головна садиба дочекався статусу столиці окремого князівства Східного Помор'я.
Правління Святополка — час активного розвитку Гданська. 1227 р. князь Святополк запрошує до міста домініканців, яким передає костел св. Миколая для створення кляштору. Організацією кляштору займався св. Яцек Одровонж. У гданському осередку почала утворюватися колонія купців та моряків з німецьких земель, головним чином із Любека. 1236 року місто отримує від князя Святополка II любецькі міські права.
До цього часу не точно не встановлено де розміщувалося перше закладене згідно локаційному привілею місто. Частина дослідників вважає, що місто було локоване на новій території сучасного Головного міста, інші, що йдеться про раніш описане поселення на захід від граду — сучасне Старе місто. У 1227—1239 рр. за Святополка II збудовано перший костел св. Катерини. З XIV ст. ремісничі та рибацькі поселення на місці колишнього Західного поселення поміж Головним містом та старим градом отримали назву Осек, яку наразі носить розташована тут одна з гданських дільниць.
У Гданську XII—XIV ст. виявлені усі чотири головні види хлібних культур: овес, пшеницю, жито і ячмінь. Також у Гданську з XIII ст. трапляються залишки плодів яблуні (Malus sp.), груші (Pyrus communis) та вишні (Cerasus vulgaris). З екзотичних фруктів трапляються залишки інжиру (Ficus carica), кісточки винограду (Vitis vinifera) і персика (Prunus persica). Частина з них може походити з місцевих садів. Цікавим фруктом, присутність якого зафіксовано на зламі XIII—XIV ст. лише у Гданську є айва (Cydonia oblonga). В матеріалах датованих XIV ст. в Гданську зроблено хронологічно першу знахідку насіння червоної порічки (Ribes rubrum).

### Під владою хрестоносців

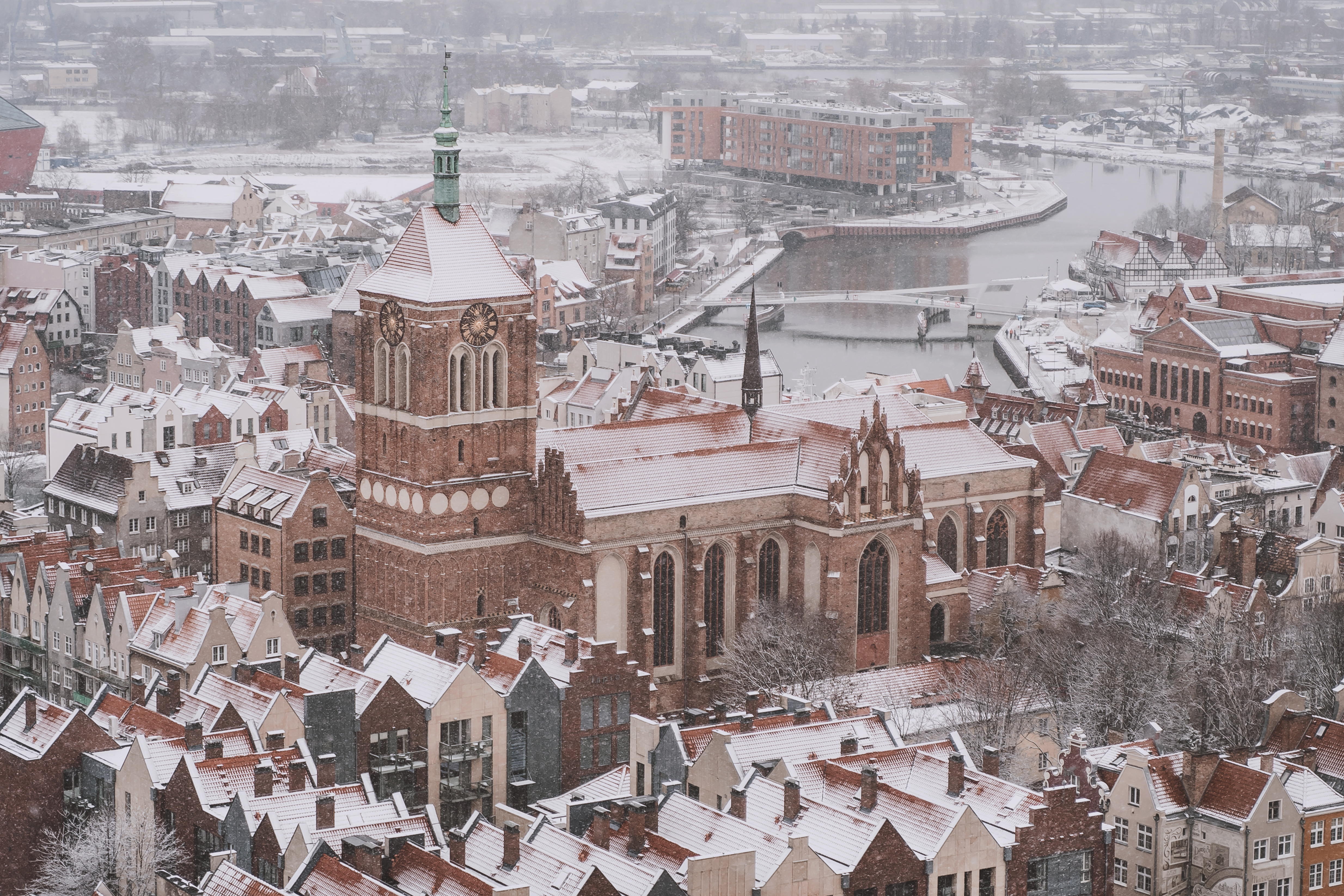
Костел св. Яна в Гданську

Після того, як рід Собіславичів вимер, почалося змагання Бранденбургу, Польщі та Тевтонського ордену за Гданське Помор'я. У серпні 1308 р. бранденбуржці захопили місто, але не здолали опанувати граду (острівного городища), який захищав суддя Богуш. Польський володар Владислав Локетек покликав на допомогу тевтонських лицарів, які дійсно прогнали бранденбуржців, проте спочатку самі опанували град, а в жовтні, коли прибуло підкріплення, 13 листопада 1308 р. атакували на ярмарок св. Домініка Старе місто (Західне поселення), спалили його та вчинили різанину.
Хрестоносці центральній частині міста (Główne Miasto) міські права. Водночас внаслідок війни місто починає занепадати. Цісар Священної Римської імперії та Папа Римський визнають права ордену на Гданськ. З Польщею орден воює до моменту укладення угоди (1343), за якою лицарі тримають місто як «милостиню» від польського короля Казимира III, що залишає статус міста невизначеним. Припинення війн сприяє швидкому розвитку торгівлі. 1361 р. Гданськ (Główne Miasto) вступає в Ганзейську унію.

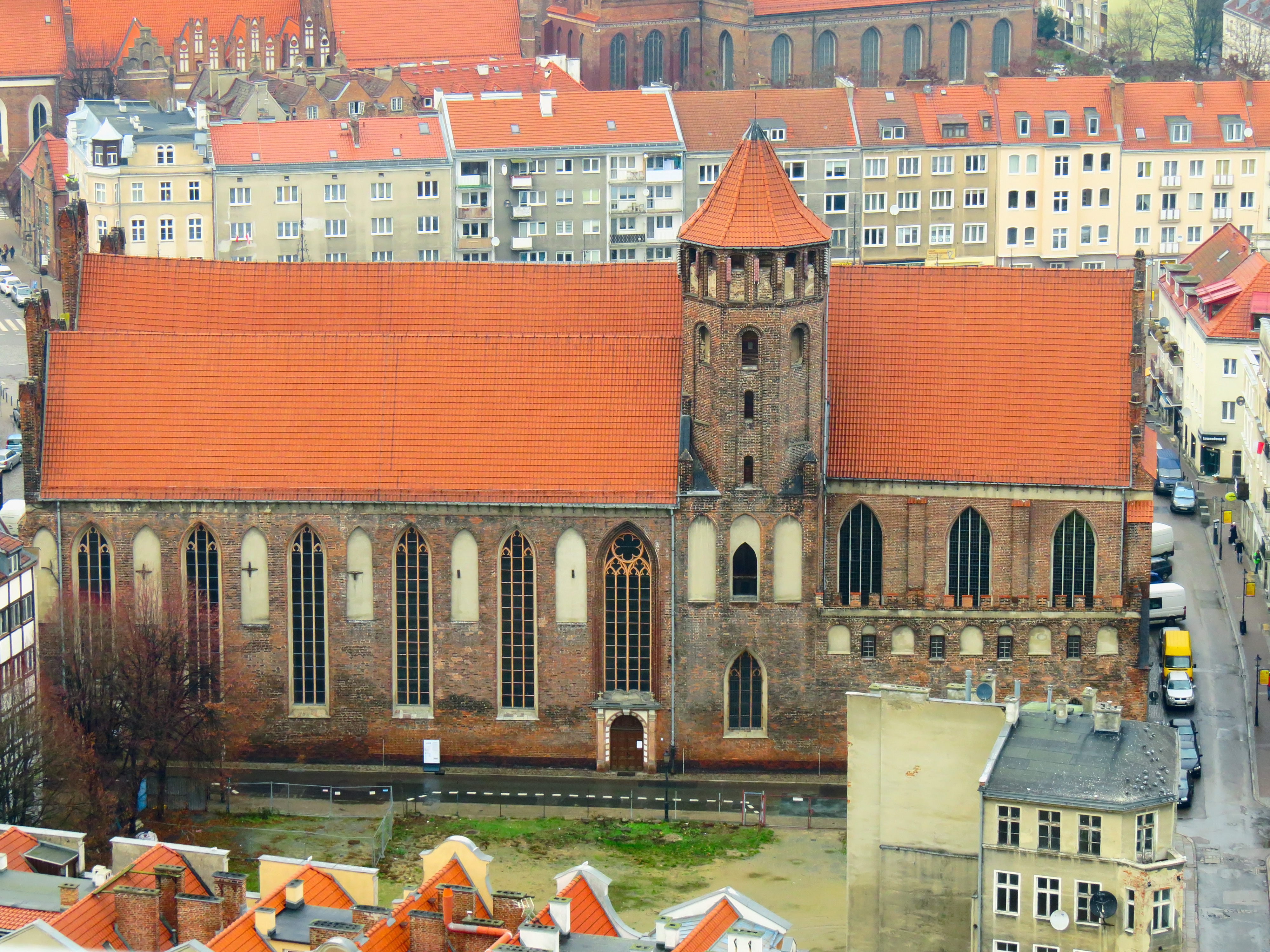
Готичний костел святого Миколая зведений при хрестоносцях, поблизу попереднього храму часів поморських князів

Щоб запобігти надмірному зростанню могутності цієї частини міста, 1377 р. отримує міські права Старе місто (Stare Miasto), а 1380-го — також засноване Тевтонським орденом Нове місто (Młode Miasto).
При хрестоносцях збудовано в сучасному вигляді перли готичної архітектури міста — Маріацька базиліка, костели св. Миколая, св. Катерини та св. Яна. Тевтонці ж видали привілей на зведення перших мурів міста.
Місто контролювало торгівлю зерном. У XIV ст. у гданських зерносховищах зберігали головним чином озиме жито (Secale cereale).

### Під владою Польщі та Речі Посполитої

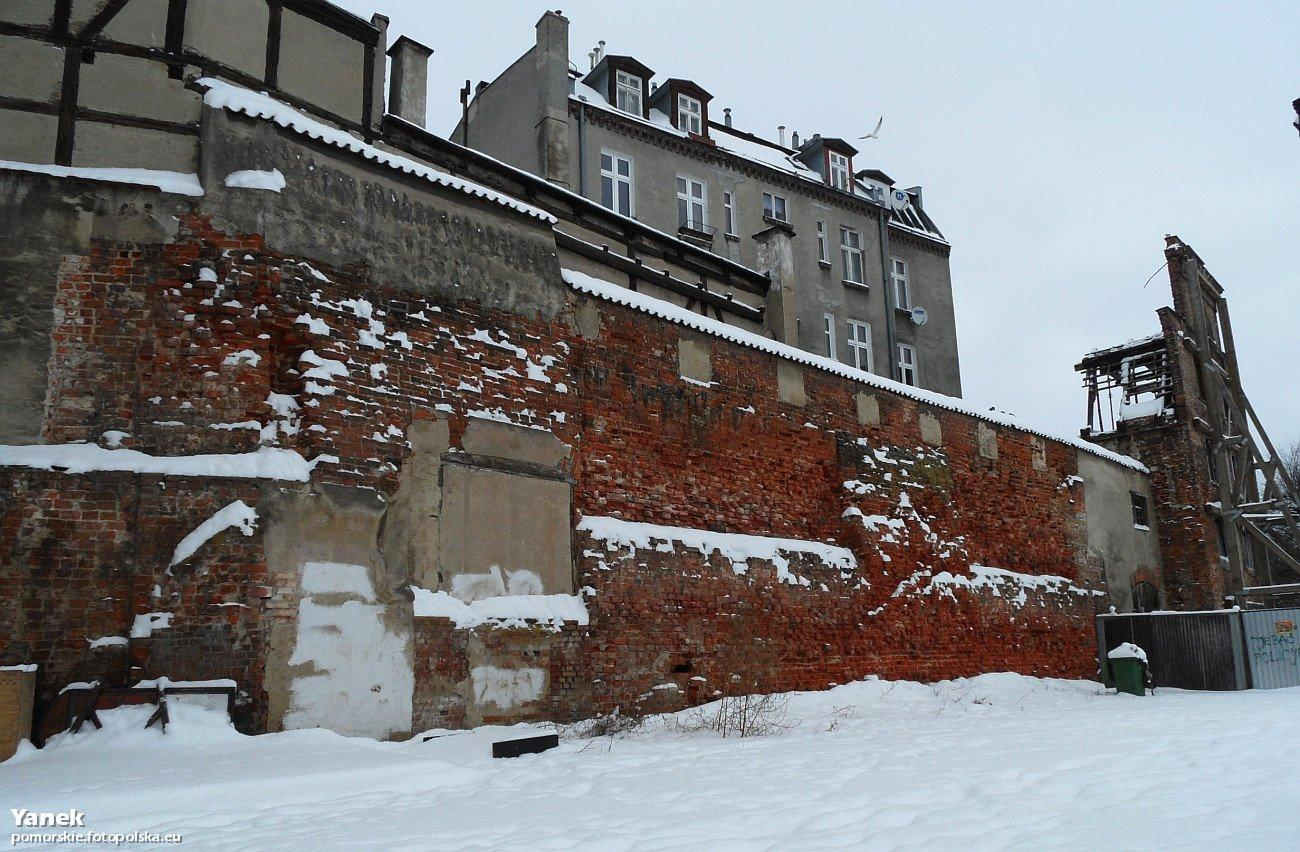
Фрагмент підмурків Підзамча у основи камениць по вул. Wartka

Жадібність хрестоносців призвела до блокади такого важливого для Польщі та Гданська сплаву зерна Віслою, що було однією з головних причин наступних війн із Польщею та Литвою. Владарювання Тевтонського ордену тривало до 1454 року, коли гданчани в ході так званої Тринадцятирічної війни між орденом та Прусським Союзом (до якого вступив Гданськ), вкотре повстають проти хрестоносців. Комтур Гданська Миколай Постер і комтур замку Конрад Пферсфельдер здали замок без бою. 6 березня того ж року король Казимир IV Ягеллончик на прохання делегації Прусського союзу включив Гданськ до складу Польщі, одночасно надавши йому привілей карбувати власну монету. Замок ордену було зруйновано, щоб орден не зміг знову тут закріпитися. За Казимира Ягеллончика, 1982 р. на місці блокгаузу хрестоносців, що контролював гирло Вісли, було закладено циліндричну вежу-маяк, що стала основою найстарішої на польському узбережжі Балтийського моря фортеці – Віслоуйсьце.

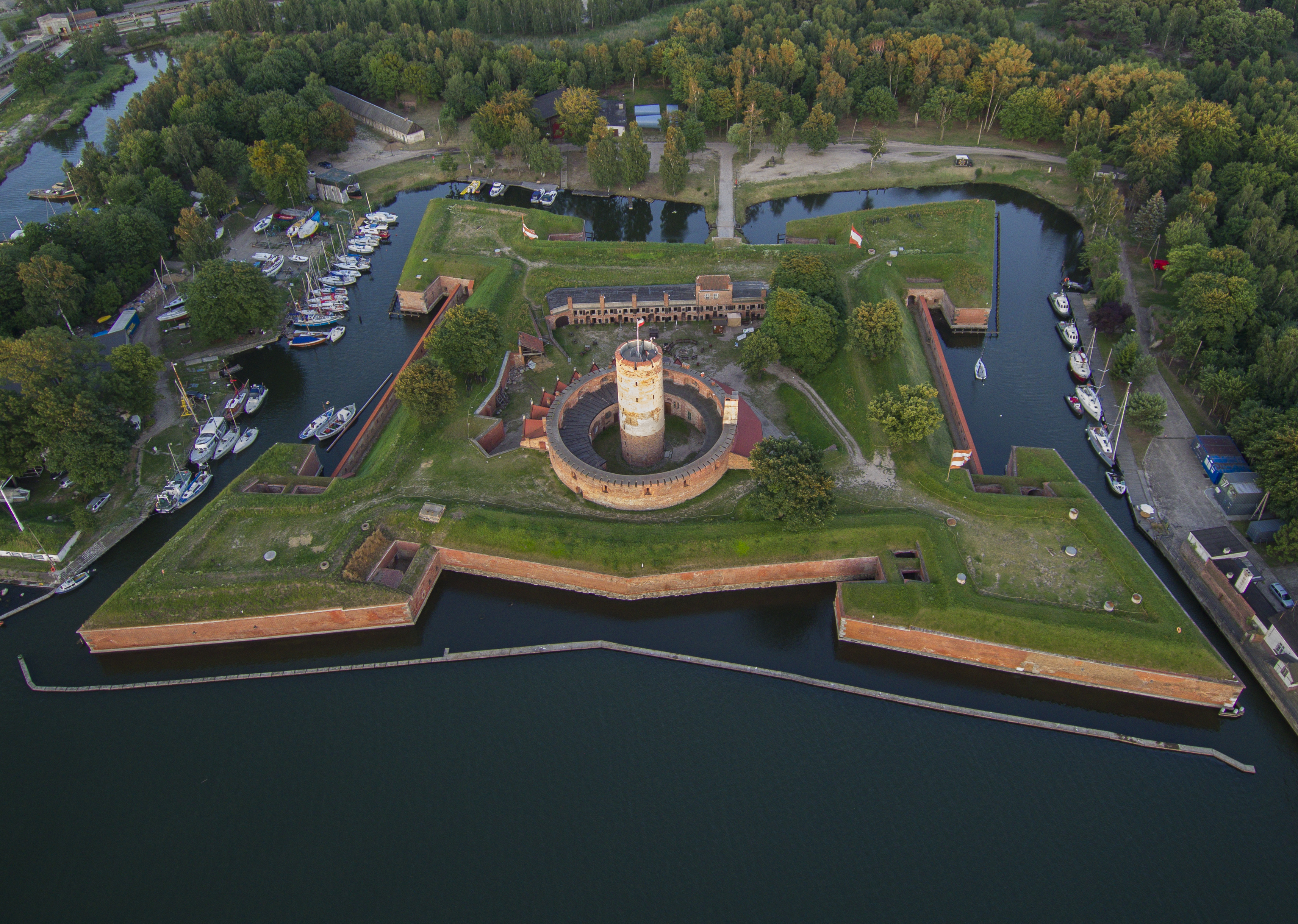
Фортеця Віслоустя

Своїм економічним розквітом у XVI—XVII ст. Гданськ завдячує фактично монопольному становищу в польській торгівлі. У XVI ст. Річ Посполита вступила у своє Золоте століття, а Гданськ був її чи не найбільшим і найважливішим містом. Величезні панські фільварки, велика кількість яких була розміщена на родючих землях України виробляли велику кількість сільськогосподарської продукції, яка реалізувалася через Гданськ у багато країн Європи і не тільки.
Отже Гданськ був морськими воротами не тільки для Польщі, але й для всіх українських земель. Жоден мішок збіжжя не вивозився з країни без того, щоб на цьому не заробили гданські купці. Ріст значення Гданська загальмував розвиток конкуренційних міст — Торуня та Ельблонга. Окрім суто Віслянського сплаву в той же час існував ще сплав Бугом та Нарвою, який розпочали завдяки пристосуванню річищ цих річок до судноплавства в 30-х рр. XVI ст. У Модліні в місці впадіння Нарви до Вісли дві гілки спливу зустрічалися. Водночас Буг через притоки Прип'яті, а згодом Королівський (Дніпро-Бузький) канал через Прип'ять був поєднаний з басейном Дніпра.

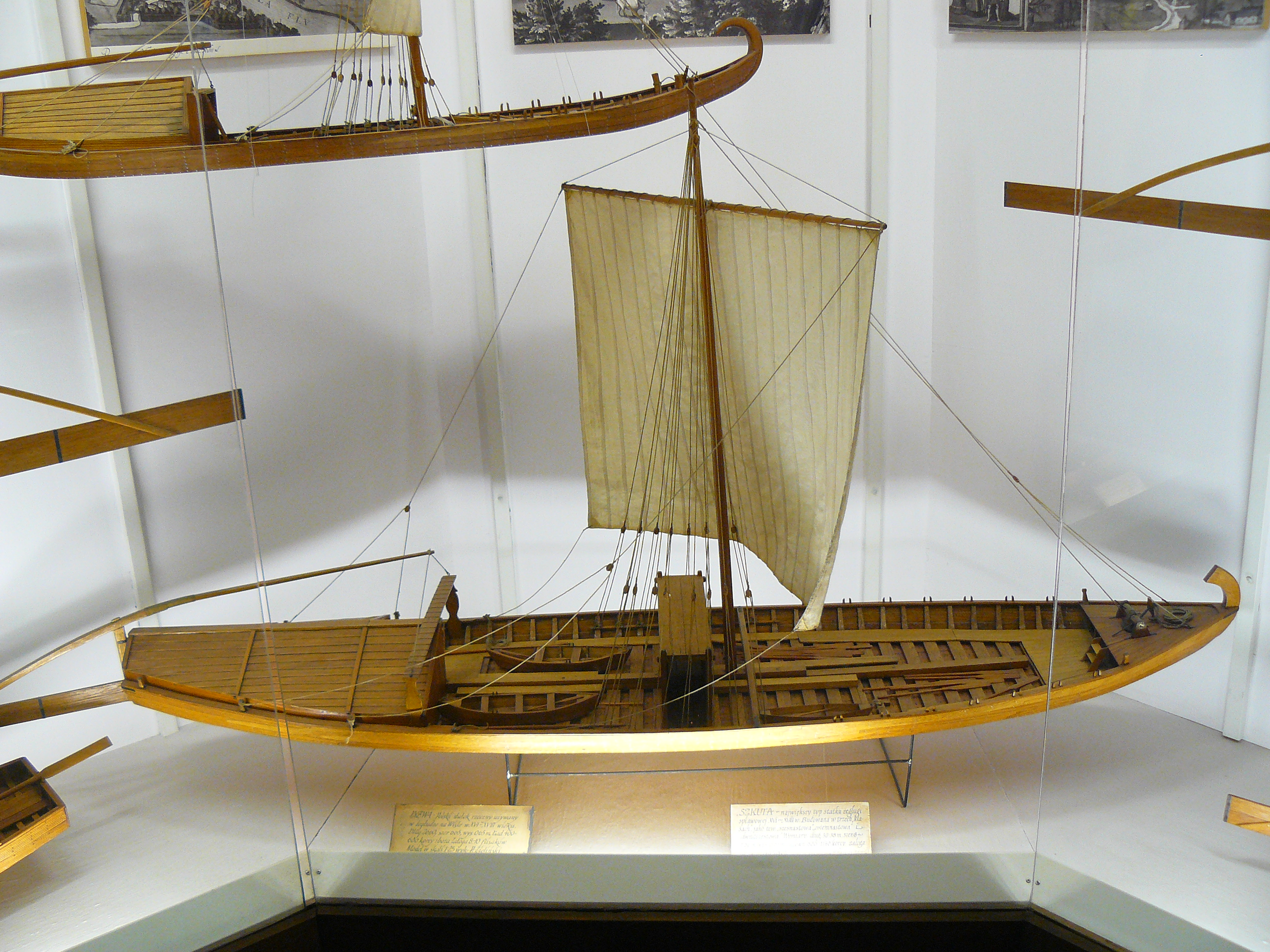
Шкута, XVI—XVIII ст., Національний морський музей, Гданськ

Для комерційного судноплавства річками Речі Посполитої  використовували спеціальні судна — ком'яги, галари, шкути та дубаси. Усі вище перелічені судна легко сідали на мілини, і так як були дуже навантажені, важко було їх звідти зняти. Отже дуже важливою була майстерність залоги судна. Під кервництвом корабельщіків-плисів (плисаків) вони доставляли вантажі до Гданська, де швартувалися у Мотлаві. Неподалік швартувалися морські судна — коги, на які перевантажувалися товари, щоб вирушити до Європи.
У XV—XVIII ст. у зерносховищах Гданська спостерігається виразне збільшення частки пшениці (Triticum aestivum) та ячменю (Hordeum vulgare), часто фігурує також овес, який використовували для приготування вівсянки. Гданськ був також воротами, через які до Речі Посполитої, а через неї і до України потрапляли нові культури. Зокрема на зламі XV—XVI ст. у Гданську з'являється рис, а на зламі XVII—XVIII гречка (Fagopyrum esculentum). На зламі XIV/XV ст. в Гданську з'являється чорний перець (Piper nigrum), а у XV ст. можна зустріти фенхель (Foeniculum vulgare), петрушку (Petroselinum crispum), руту (Ruta graveolens), чабер (Satureja hortensis) та коріандр (Coriandrum sativum). Цікавими приправами, які з'являються лише коло XVIII ст., є зерна раю (Afromomum melegueta) та духмяний перець (Pimenta dioica). Ці приправи загалом рідко фіксуються в Європі. Цим же періодом датовано знахідки у Гданську насіння стручкового перцю (Capsicum anuum).
Представником Гданських купців був Мартін Груневег, який залишив цінні спогади про українські землі. 1628 р. міська громада Києва звернулася до великого канцлера Речі Посполитої Т. Замойського з проханням про зменшення оподаткування товарів, які привозили до Києва з Любліна, Торуня та Гданська.
1734 р. внаслідок прагнення посадити на польський трон замість вибраного поляками Станіслава Лещинського саксонського курфюрста Фредерика Августа ІІ Веттіна Гданськ опинився у вирі бойових дій. На звістку про інвазію російських військ до Польщі С. Ліщинський прибув до Гданська, а місто приготувалося до оборони. Російській облозі протистояли польські війська окрім поляків, шведські та французькі волонтери. Російськими військами командував Б. Мініх. Спроби польських військ деблокувати Гданськ не мали успіху. Мініх захопив сучасну дільницю Острів вище Середмістя чим перервав контакт фортеці Віслоустя з Гданськом. 6 травня 1734 р., отримавши важку артилерію, Мініх кинув солдат імператорської армії на криваві та безрезультатні штурми Градової гори. Ці штурми коштували російській армії 3000 вбитих. Проте довго оборона тривати не могла. Розуміючи безвихідь ситуації, Ліщинський залишив Гданськ, який невдовзі капітулював.

### Під владою Пруссії 1793-1871
У XVIII ст. внаслідок постійних війн місто занепадає. 1793 року (Другий розділ Польщі) до Гданська вступають прусські війська. Гданськ стає столицею провінції Західна Пруссія Прусського королівства. 1807 р. відбувається облога Гданська французами. 14-15 травня перекинуті морем до Нового порту 8000 солдат російської імперії, якими керував генерал-майор Микола Каменський, вдарили з боку фортеці Віслоустя в бік Стогів з метою відкриття шляху на Вісляну косу. Об'єднані французько-польські сили відбивають цю атаку. Ця поразка стала останньою спробою пруссаків оборонити Гданськ. Після поразки Наполеона в поході на Росію, 1813 р. російська армія розпочинає нову облогу Гданська, здобуваючи його для союзників-пруссаків. Здобувши верхівку Єзуїтської гори, на якій ще не було укріплень, росіяни обстріляли припортові квартали і запалили розташовані тут склади провіанту. Це викликало швидку капітуляцію міста.
Пруссія (згодом Німецька імперія) володіла Гданськом до 1920 року.  У 1824—1878 провінція Західна Пруссія була об'єднана з провінцією Східна Пруссія в єдину провінцію Пруссія зі столицею в Кенгісбергу. Гданськ в цей час був центром адміністративного округа.

Торгові зв'язки Гданська з Україною не припинилися. Так, у XVIII ст. до вже прусського Гданська їздили київські подільські купці. Ось як описує це Максим Берлінський:
Сверх того некоторые ездят во Гданск, Силезию, Лейбциг и другие места Германии, куда отвозят мерлушки, получаемую чрез Москву мягкую рухлядь, чай, китайку, юфть, говяжье сало и воск, а привозят помянутые немецкие товары и фарфор.
Напрямок експорту на Гданськ до кінця ХІХ ст. не дуже поступався такому на Одесу.

### Вільгельмінський Гданськ 1871-1920 рр.
З 1871 р. Гданськ стає частиною новутвореної внаслідок об'єднання Німеччини Німецької імперії, а з 1878 р. столицею відновленої провінції Західна Пруссія. Протягом так званого вільгельмінського періоду місто внаслідок дефортифікації та приєднання приміських територій (в тому числі на схилах Гданської височини) виросло на 60%. Воно набуло близьких до сучасних рис. В цей час Гданськ намагався наздогнати передові центри тогочасної Німеччини і став одним з найважливіших центрів військової продукції Німецької імперії, що на повних парах наближалася до війни. Зважаючи на це тут було засновано політехніку. На початок ХХ ст. слов’янською мовою тут розмовляли хіба що давні автохтони – кашуби (відсоток яких залишається не відомим) або не численні поляки (до 10% мешканців міста).

### Вільне місто Гданськ 1920-1939 рр.
Версальським договором 1920 р. Гданськ проголошується «вільним містом» під контролем Ліги Націй.  Польща отримала доступ до моря до району сучасної Гдині протягнувся так званий поморський коридор. Втім, Гданськ їй не передали. Вільне місто стало компромісом між позиціями Англії та Франції, що не досягли консенсусу, чи віддати його Польщі чи залишити Німеччині. З чисельністю понад 400 тис. осіб Вільне місто включало територію Сопота, Жулав та навіть Віслянської коси, хоча найбільша кількість людей мешкала саме в Гданську. Вільне місто не було державою, адже його політика регулювалася високим комісаром Ліги Націй та польським Генеральним комісаром, а також Радою порту і водних шляхів. На цей момент місто фактично контролювали німецькомовні мешканці, які становили 97,6 % населення міста. Неформально великий вплив на цей германський по факту анклав здійснювали спочатку Веймарська республіка, а потім Третій Рейх. Те що мало сприяти порозумінню стало ареною протиборства народів, які як могли намагалися підкреслити свої права на місто і регіон.
в Гданську на «Danziger Werft», були побудовані для польської Пінської військової флотилії річкові монітори типу «Пінськ». Це була серія з 4 моніторів, які були збудовані в 1920-х рр., та згодом захоплені Червоною армією при окупації Західної Білорусі.

### Гданськ як претекст  до початку Другої світової війни

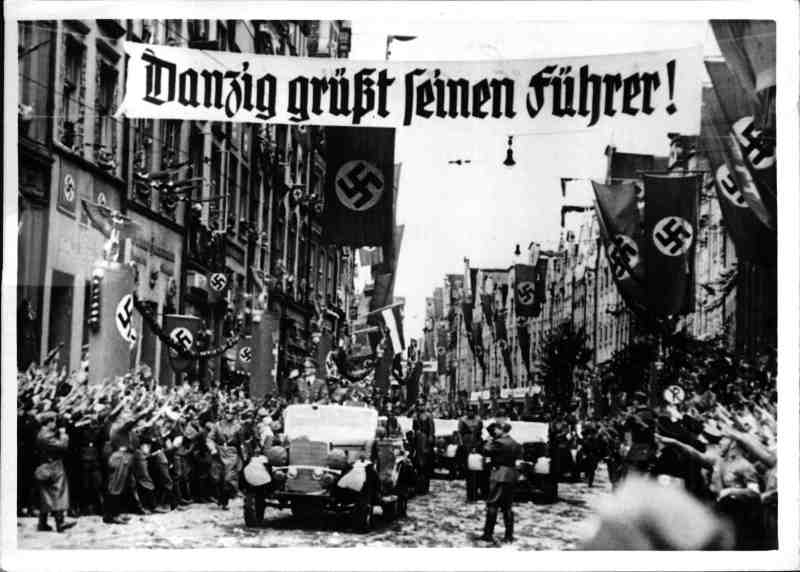
Візит Гітлера до Гданська, 20 вересня 1939 р.

Виведення Гданська з-під контролю Німеччини, створення на захід від міста польського коридору, через що Третій Рейх втратив прямий доступ до однієї зі своїх найбільших провінцій, Східної Пруссії, відмова Польщі надати вільний шлях до неї та інші тертя стали приводом для вторгнення Німеччини до Польщі 1 вересня 1939 року. Вранці цього дня атакою німців на гарнізон польських транзитних складів на Вестерплатте (колишній острів у гирлі Мертвої Вісли) та Польську пошту в Гданську розпочалася Друга світова війна. Вестерплятте 7 діб чинило гітлерівцям опір, але «вільне місто» окупувала Німеччина, яка почала зачистки польського населення.

### Гданськ під час Другої світової війни
Гданськ було урочисто приєднано до Рейху. Хоча, місто не знало безпосередніх наслідків  бойових дій аж до перших бомбардувань, багато в чому його життя змінилося. Місто було розширено з включенням до його складу Пруща-Гданського. Більшість планів ціивільного розвитку було поставлено на паузу. Уся німецька промисловість мобілізувалася на потреби фронту. Гданськ перетворений нацистами на своєрідну метрополію німецького сходу становив для Рейху значення як потужний центр кораблебудування. Тут також діяла фабрика ремонту залізничного складу на Пшерубці. Промисловість потребувала інженерів, тож продовжувалося навчання на Гданській політехніці, зокрема і українських студентів. Це продовжило існування української громади у місті. Промисловість також потребувала працівників. Це зумовило появу в Гданську великої кількості примусових працівників, зокрема українців. Примусові працівники стали мешканцями великих баракових містечок, що стали характерною ознакою краєвиду Гданська того часу. Окрім того у Гданську існували табори для радянських військовополонених, зокрема, Stalag XX B в забудові VII двору на Оливі. Інший табір для радянських військовополонених розташовувався поблизу будівництва на Старому Холмі. Полонені зводили житлові квартали навколо вул. Worcella. Функціонували також філії концентраціного табору "Штуттгоф".
Район Гданська та Гдині в 1944 та 1945 рр. був укріплений шляхом зведення довгочасних вогневих точок, бункерів, ліній окопів та протитанкових ровів. В середині березня 1945 р. в районі Триміста знаходилося біля 200 тис. німецьких солдат, які мали 1800 гармат та мінометів, біля 600 танків та САУ. Підтримку їм надавали бойові кораблі, в тому числі 3 броненосці, 2 важкі крейсери, 1 крейсер і численні менші судна. Це німецьке угруповання очолював особисто Генріх Гіммлер. Здачею німців було зв’язати якомога більшу кількість радянських військ і забезпечити евакуацію цивільних німців (коло 1 млн біженців з Східної Пруссії та Гданського Помор’я). При цьому Гітлер вимагав за сприятливих умов нанести фланговий удар радянському угрупованню, яке наступало на Берлін.

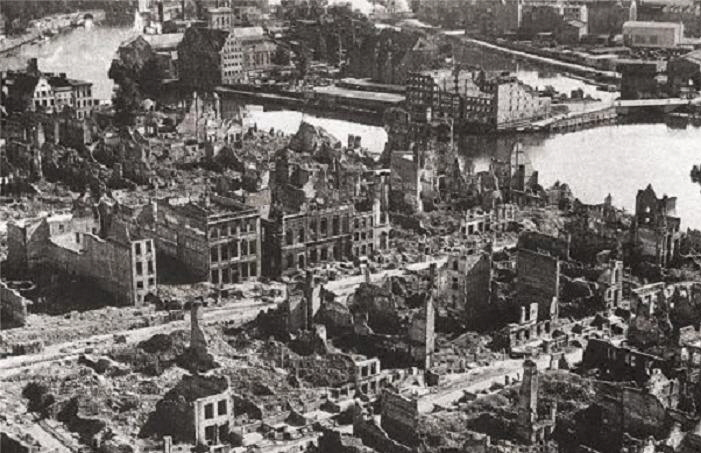
Руїни центральної частини Гданська, 1945 р.

Радянський ж план передбачав повну ліквідацію поморського угруповання ще перед штурмом Берліна. Для цього планувалося вбити клин в районі Сопоту, тим самим відділяючи Гдиню від Гданська та Жуляв. 22-го березня радянські війська вийшли на морський берег в районі поміж Сопотом та Орлово. 16-17 березня радянські 2-га ударна i 65-та армії розпочали наступ безпосередньо на Гданськ, просуваючись з боку Пруща-Гданського. Командуючий 2-м Білоруським фронтом К. Рокосовський запропонував німцям капітуляцію, але пропозиція ця була відкинута. Місто оточене двома лініями оборони мало намір оборонятися. Німці не мали ілюзій щодо можливостей виграти цю битву. Йшлося лише про затримку для евакуації цивільних та армії. Проте саме це рішення визначило долю центральної частини Гданська. 19 березня радянські літаки здійснили наліт на центр Гданська скидаючи тисячі запальних бомб. Після повторного нальоту 20 березня місто огорнуло море вогню, історична забудова центру була маже повністю знищена. в цей час місто бомбардувала також авіація західних союзників. Німці розуміли стратегічне значення міста і відчайдушно оборонялися на підготованих укріпленнях. Увечері 26 березня з’єднання 2-ї ударної і 65-ї радянських армій зав’язали бої безпосередньо в передмістях Гданська. 27 березня розпочався концентричний штурм, а вже 28 березня радянські війська увійшли до середмістя палаючого Гданська. До 30 березня усе місто та порт були очищені від німецьких військ, за винятком Вестерплатте, яке було здобуте лише 7 квітня.

### Після Другої світової війни
У 1945 році середмістя Гданська було зруйновано на 90 %. Причиною були не тільки британські повітряні атаки та воєнні дії в місті — найбільших руйнацій завдали радянські війська, які, вигнавши мешканців з їхніх домівок, підпалювали будинки.

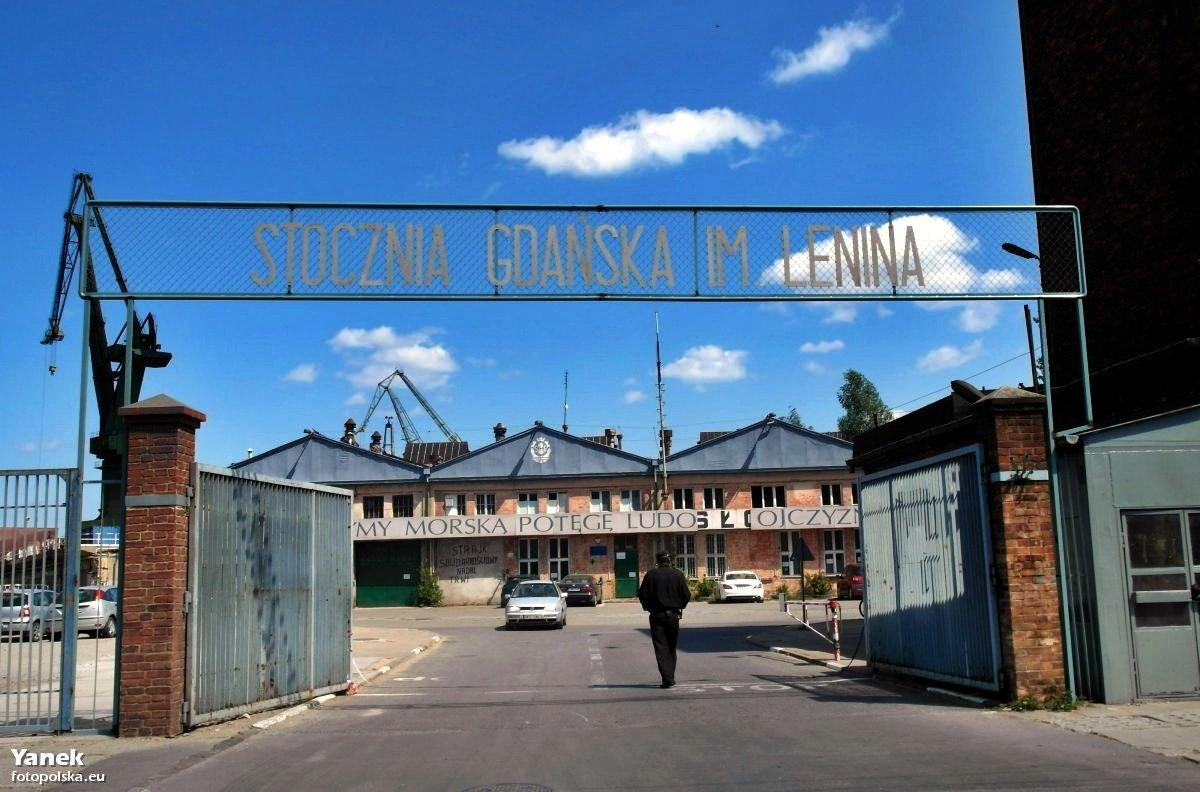
Гданська корабельня імені Леніна

За рішенням Ялтинської конференції 1945 року Гданськ було передано під сувернітет Польщі.
На терени Гданського повіту були депортовані 919 українців з українських етнічних територій у 1947 році (т. зв. акція «Вісла»).
У 1950—1960-х рр. місто було відбудовано, і Гданськ став важливим індустріальним центром комуністичної Польщі.
Грудень 1970 р. — антикомуністичні робітничі страйки та маніфестації кораблебудівників, придушені військом і міліцією з наявністю людських жертв, спричинили падіння Владислава Гомулки.
14 серпня 1980 р. розпочався політичний страйк на Гданській корабельні ім. Леніна, яка стала головним осередком створення незалежної профспілки «Солідарність» (Solidarność) на чолі з Лехом Валенсою.

## Географія
Місто лежить на березі Гданської затоки, при впадінні річки Мотлава у Віслу. 24 % території міста вкривають ліси і парки. Положення міста в прибережній зоні має безпосередній вплив на клімат і економіку Гданська. Згідно з найпоширенішою редакцією фізико-географічного районування Польщі авторства Єжи Кондрацького Територія Гданська розташована в межах двох макрорегіонів, а саме на «Ґданському побережжю» та на «Східньопоморському поозер'ю». У межах «Ґданського побережжя» Гданськ лежить у мезорегіонах «Кашубське побережжя» та на «Віслинських Жулавах». Верхня частина міста, що в макрорегіоні «Східньопоморське поозер'я» в мезорегіоні «Кашубське поозер'я».

### Ландшафт
Ландшафт Гданська утворено катастрофічними подіями минулого. Скандинавський льодовик відступаючи в кінці Віслинського зледеніння близько 22 тис. років тому залишив товсті шари осадів до 70 м товщиною, що складаються з валунних глин, пісків та гравію. Також вони містять численні фрагменти кристалічних порід різного розміру, зокрема льодовикові валуни. Численними є післяльодовикові пагорби кінцевих морен, які утворив відступаючий льодовик. Вода з танучого льодовика сформувала в маргінальній частині Гданської височини багату рельєфну мозаїку. Подекуди узбережжя обривається мальовничими кліфами. На схід від Гданська, від Пруща-Гданського до Ельблонга, де колись був естуарій дельти Вісли, наразі тягнуться сільськогосподарські угіддя Жулав з зеленим острівцем реліктового озера Друзно. У давнину цю територію займала мілководна затока Балтійського моря.

### Клімат
Місто розташоване в зоні, яка характеризується морським кліматом. Найтепліший місяць — липень із середньою температурою 16,1 °C. Найхолодніший місяць — січень, із середньою температурою −1,7 °C.
| Клімат Гданська         | Клімат Гданська | Клімат Гданська | Клімат Гданська | Клімат Гданська | Клімат Гданська | Клімат Гданська | Клімат Гданська | Клімат Гданська | Клімат Гданська | Клімат Гданська | Клімат Гданська | Клімат Гданська | Клімат Гданська |
| Показник                | Січ.            | Лют.            | Бер.            | Квіт.           | Трав.           | Черв.           | Лип.            | Серп.           | Вер.            | Жовт.           | Лист.           | Груд.           | Рік             |
| Абсолютний максимум, °C | 11              | 17              | 20              | 26              | 30              | 32              | 32              | 35              | 30              | 23              | 15              | 11              | 35              |
| Середній максимум, °C   | 0               | 0               | 4               | 9               | 15              | 18              | 20              | 20              | 16              | 11              | 5               | 1               | 10              |
| Середня температура, °C | −1              | −1              | 1               | 5               | 11              | 14              | 16              | 16              | 12              | 7               | 2               | 0               | 7               |
| Середній мінімум, °C    | −4              | −4              | −1              | 1               | 6               | 9               | 11              | 11              | 8               | 4               | 0               | −2              | 3               |
| Абсолютний мінімум, °C  | −31             | −23             | −23             | −8              | −2              | 0               | 2               | 3               | −2              | −7              | −17             | −20             | −31             |
| Днів з опадами          | 22              | 18              | 18              | 16              | 16              | 17              | 18              | 16              | 18              | 18              | 22              | 23              | 222             |
| Днів з дощем            | 12              | 9               | 12              | 15              | 15              | 17              | 18              | 16              | 18              | 18              | 18              | 16              | 184             |
| Днів зі снігом          | 15              | 13              | 10              | 5               | 1               | 0               | 0               | 0               | 0               | 1               | 7               | 14              | 66              |
| ----------------------- | --------------- | --------------- | --------------- | --------------- | --------------- | --------------- | --------------- | --------------- | --------------- | --------------- | --------------- | --------------- | --------------- |
| Джерело: Weatherbase    |                 |                 |                 |                 |                 |                 |                 |                 |                 |                 |                 |                 |                 |

## Промисловість і транспорт

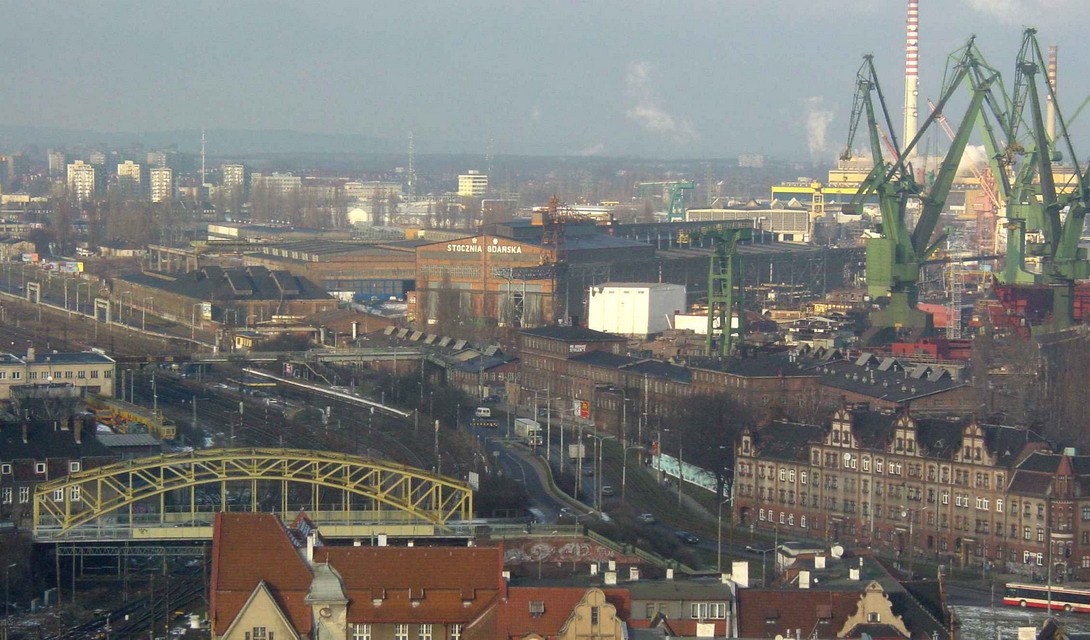
Панорама Гданської корабельні з хмарочоса Зеленяк у центрі міста

Гданськ — великий промисловий центр. У Гданську розташована найбільша в Польщі корабельня (пол. Stocznia Gdańska.)
У промислових районах міста переважають суднобудування, нафтохімічна, хімічна і харчова промисловості. Частка високотехнологічних секторів, як-от електроніка, телекомунікації, машинобудування, радіоенергетика, косметика і фармацевтика, перебувають на підйомі. Бурштинова обробка є також важливою частиною місцевої економіки, тому що більшість покладів бурштину у світі лежать уздовж Балтійського узбережжя. Поморське воєводство, зокрема й Гданськ, також є великим центром туризму в літні місяці, мільйони поляків і громадян Європейського Союзу відпочивають на пляжах балтійського узбережжя.

### Транспорт

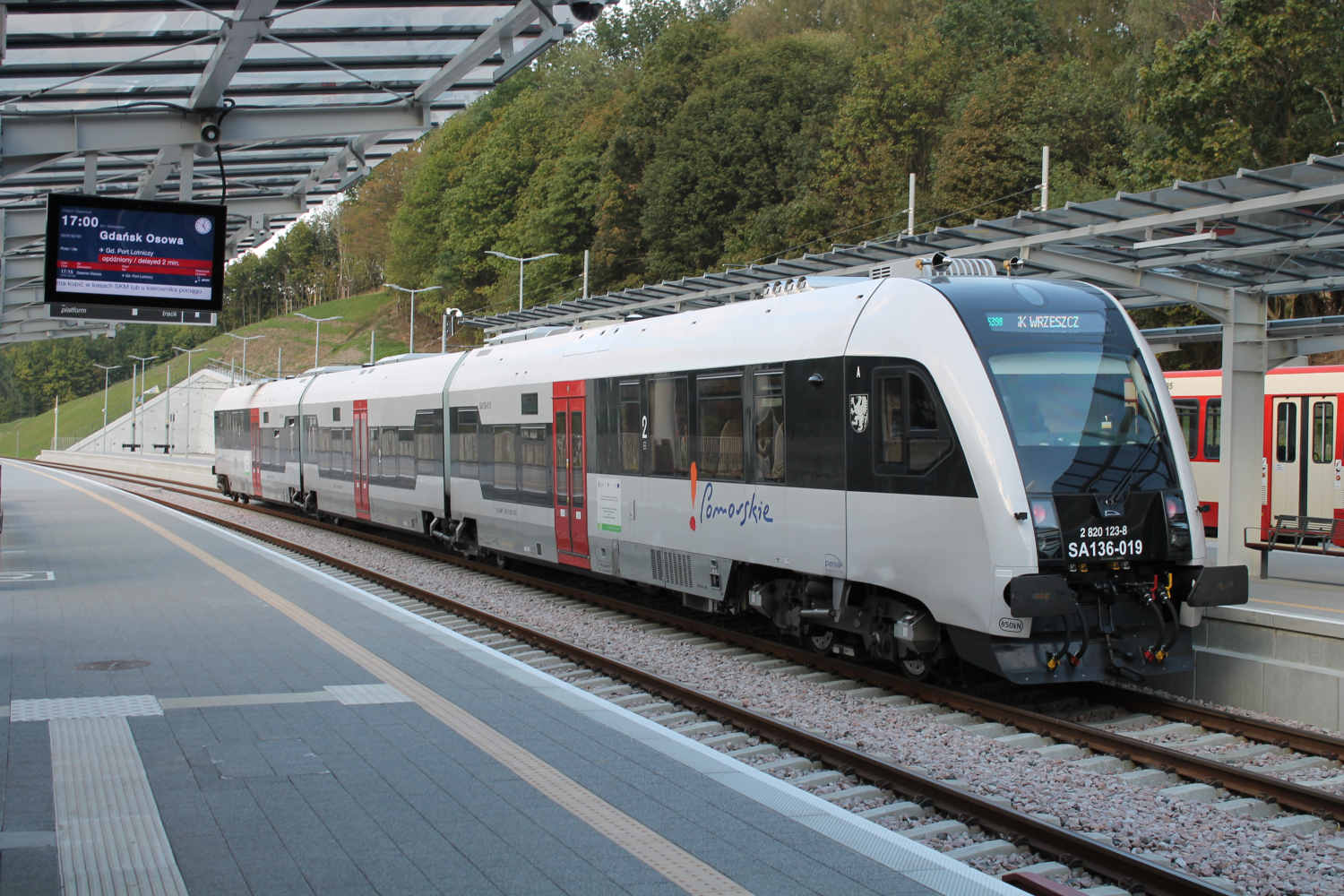
Pesa Atribo на Швидкій міській залізниці у Гданську

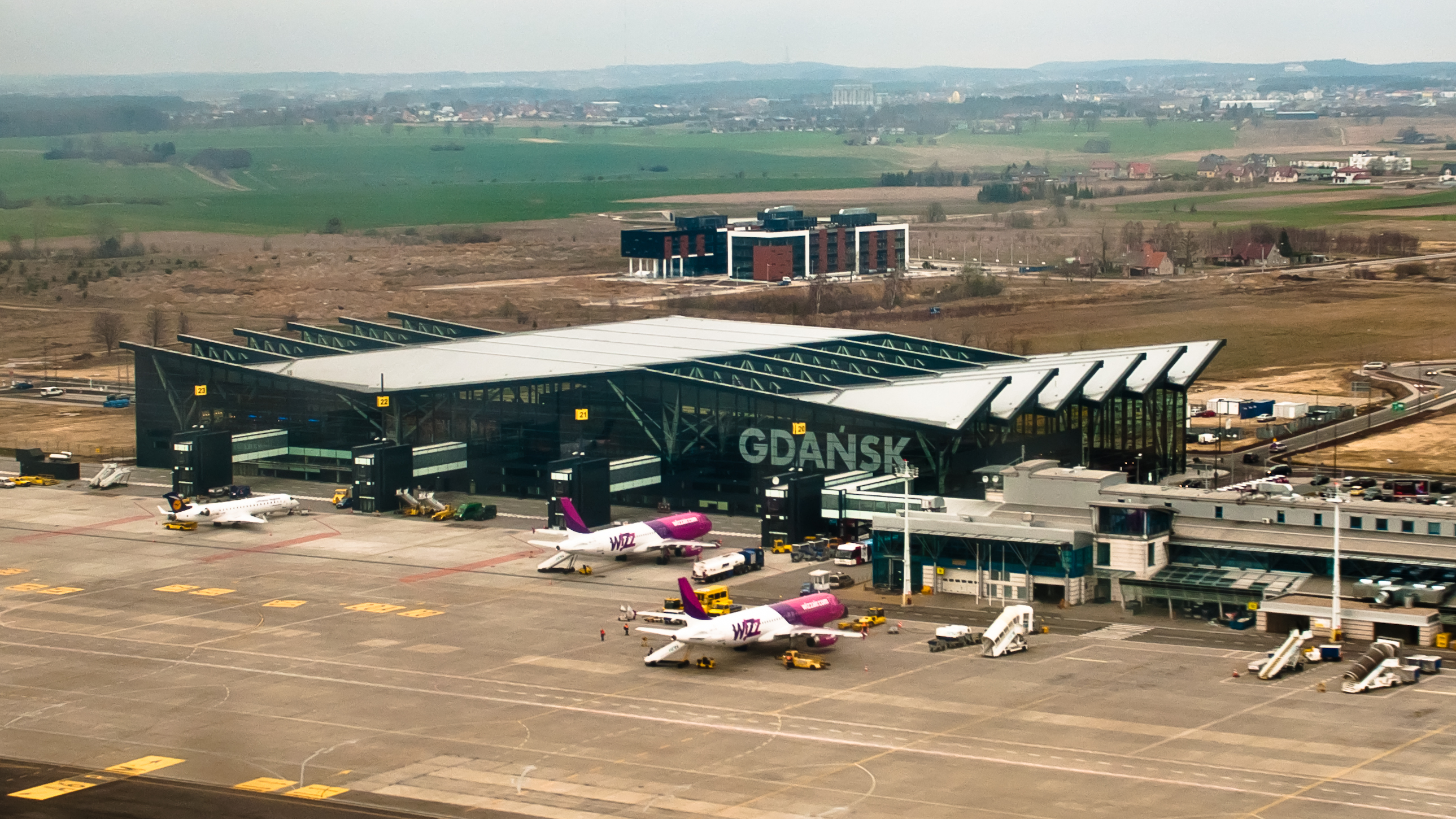
ий аеропорт імені Леха Валенси

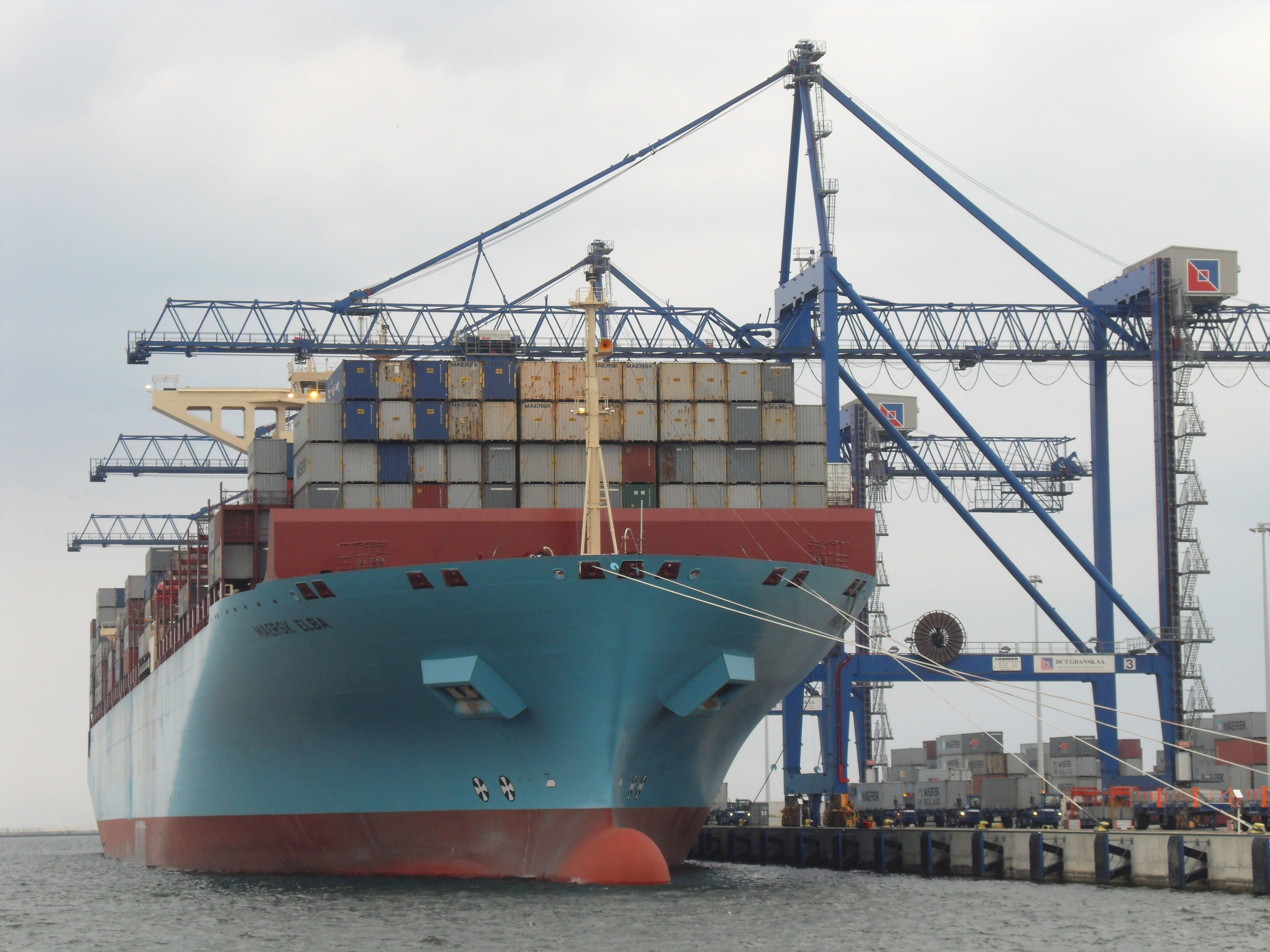
Контейнеровоз Maersk у порту Гданська

- Гданський аеропорт імені Леха Валенси — міжнародний аеропорт, розташований у Гданську[34].
- Швидка міська залізниця (SKM)[35], — швидка міська залізниця, функціонує як система метро для району Тримісто, що містить Гданськ, Сопот і Гдиню, з щільним трафіком через 27 станцій, що охоплюють Тримісто[36]. Послуга здійснюється електропотягами з інтервалом 6—30 хвилин між поїздами (залежно від часу доби) на центральній дистанції між Гданськом і Гдинею, і рідше на віддалених дистанціях. Мережу SKM було розширено на північний захід від Триміста до Вейгерово, Лемборка та Слупська, 110 км на захід від Гдині, а на південь він був розширений до Тчева, 31 км на південь від Гданська.
- Залізниця: головною станцією в Гданську є залізнична станція Гданськ-Головний, яка обслуговується як місцевими поїздами SKM, так і поїздами далекого сполучення PKP. Крім того, поїзди далекого прямування також зупиняються на залізничній станції Гданськ-Олива, Гданськ-Вжещ, Сопот і Гдиня-Головна. Гданськ також має дев'ять інших залізничних станцій, які обслуговуються місцевими поїздами SKM.
- Поїзди далекого сполучення обслуговує компанія PKP Intercity, яка забезпечує сполучення з усіма великими містами Польщі, включаючи Варшаву, Краків, Лодзь, Познань, Катовиці та Щецин, а також із сусіднім регіоном Кашубських озер.

У 2011—2015 роках залізничний маршрут Варшава — Гданськ — Гдиня зазнав значної модернізації вартістю 3 мільярди доларів США, частково профінансованої Європейським інвестиційним банком, включаючи заміну колії, зміну кривих і перенесення ділянок колії для забезпечення швидкості до 200 км/год, модернізація станцій та встановлення найсучаснішої сигнальної системи ETCS, яка була завершена в червні 2015 року.
У грудні 2014 року нові високошвидкісні поїзди Alstom Pendolino були введені в експлуатацію між Гданськом, Варшавою та Краковом, скорочуючи поїздки залізницею час від Гданська до Варшави до 2 годин 58 хвилин, ще більше скорочений у грудні 2015 року до 2 годин 39 хвилин.
- Нова залізниця, Поморська метрополійна залізниця (PKM), почала курсувати 1 вересня 2015 року, з'єднавши Гданський аеропорт імені Леха Валенси з Вжещем і центром Гданська. Він сполучає зі Швидкою міською залізницею (SKM), що забезпечує подальше сполучення з усім районом, який обслуговує SKM.
- Міськими автобусами та трамваями керує ZTM Gdańsk (Zarząd Transportu Miejskiego w Gdańsku).
- З 1 жовтня 2018 року лінія 31 від PKT Gdynia прямують до автобусної зупинки Сопот Ерґо Арена без тролейбусної штанги. Невелика частина цього маршруту проходить через Гданськ.
- Порт Гданська — морський порт, розташований на південному узбережжі Гданської затоки в межах міста[40].
- Кільцева дорога — частина швидкісної дороги S6, яка оминає міста Гданськ, Сопот і Гдиня.
- Автомагістраль А1 сполучає порт і місто Гданськ із південним кордоном країни.

## Культура

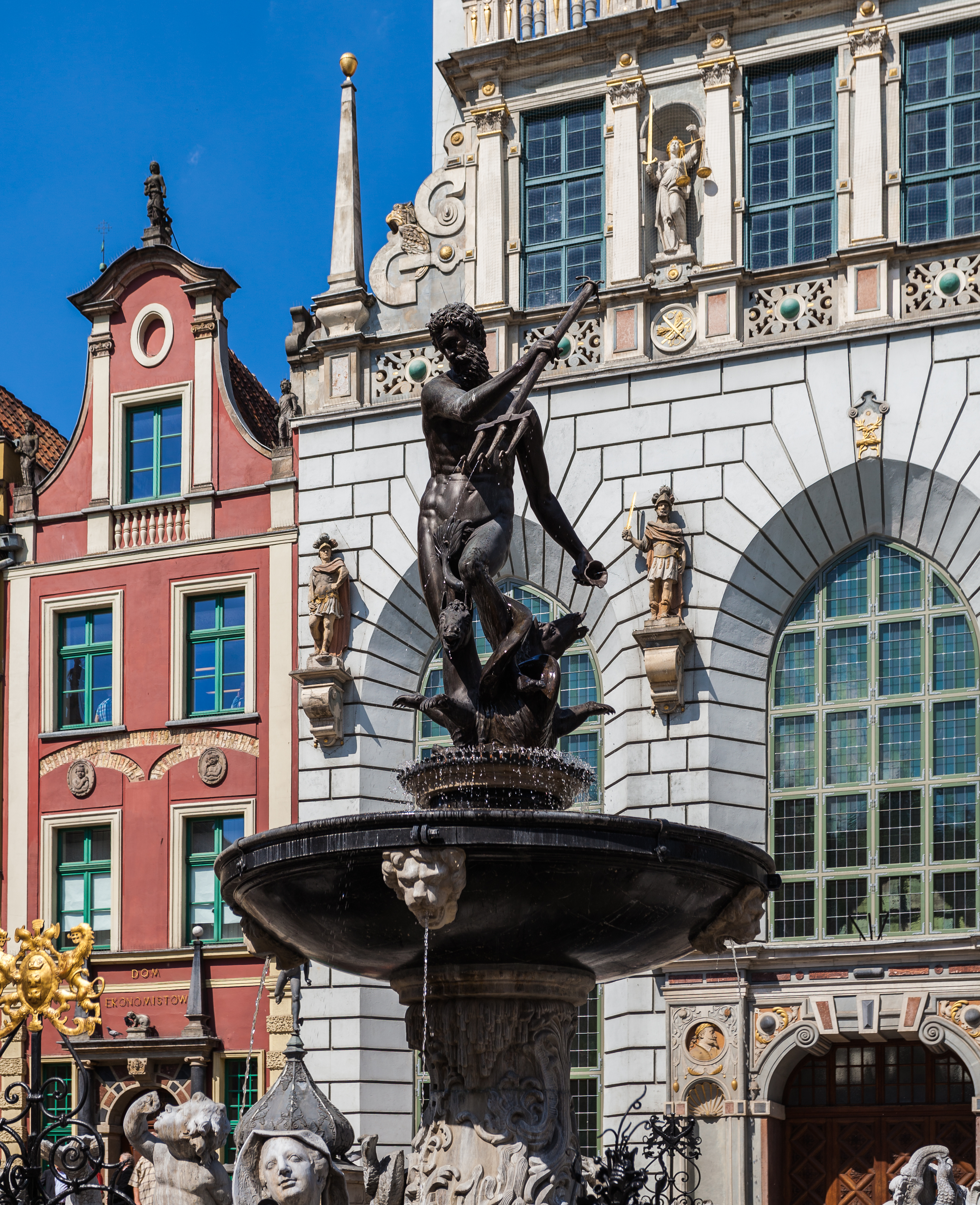
Фонтан «Нептун» — один із символів міста

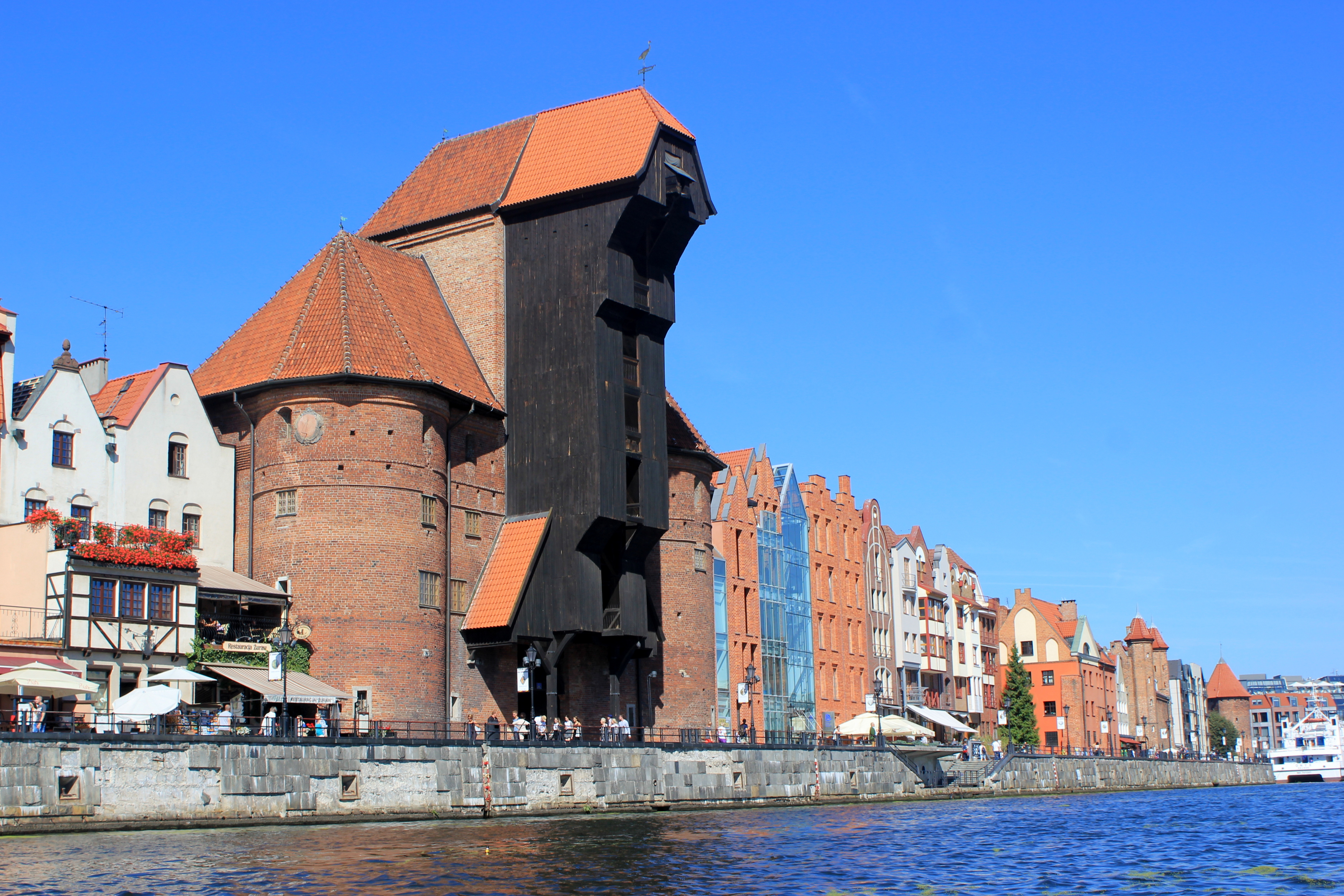
Брама-кран над Мотлавою

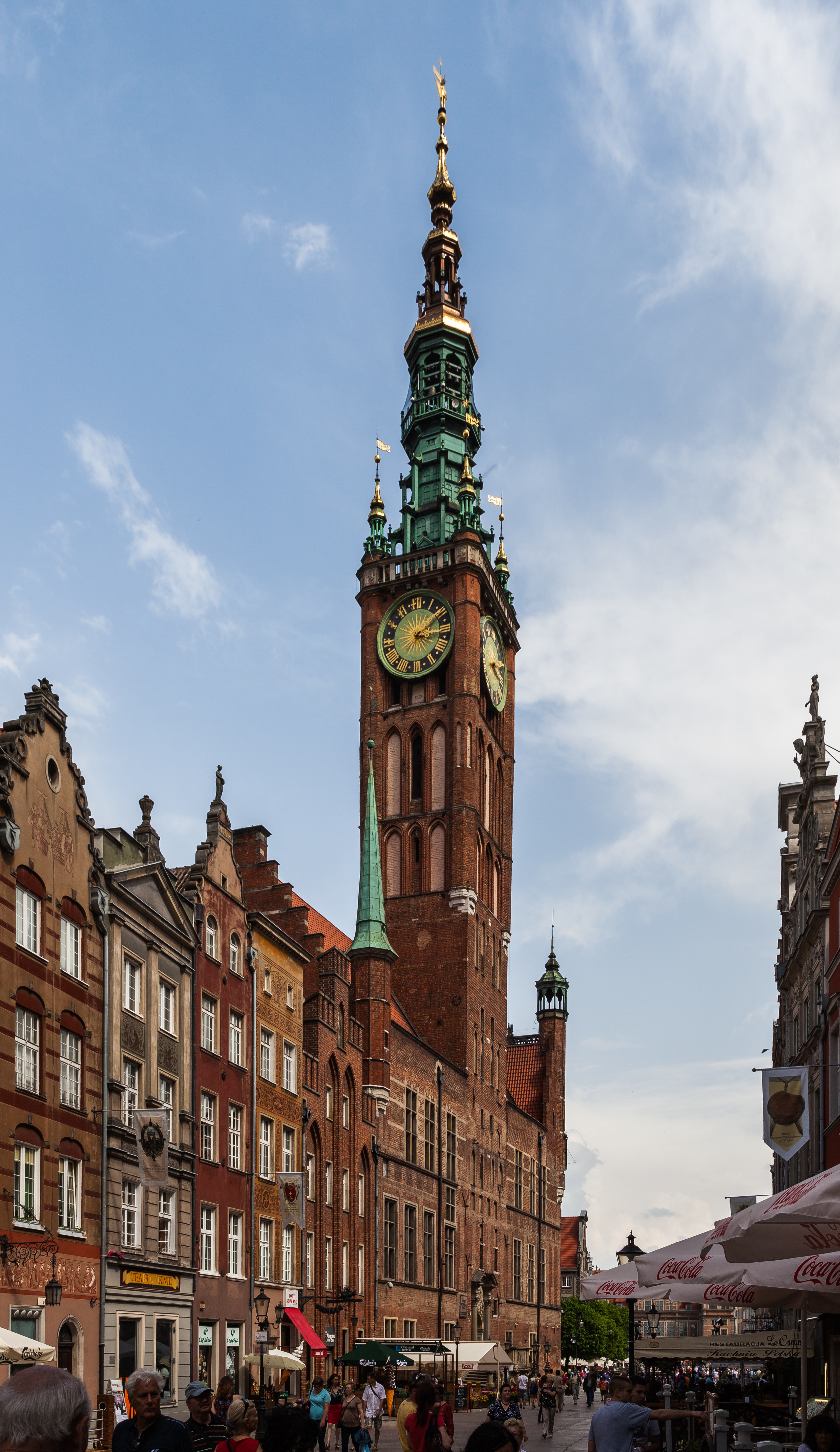
Ратуша Головного міста

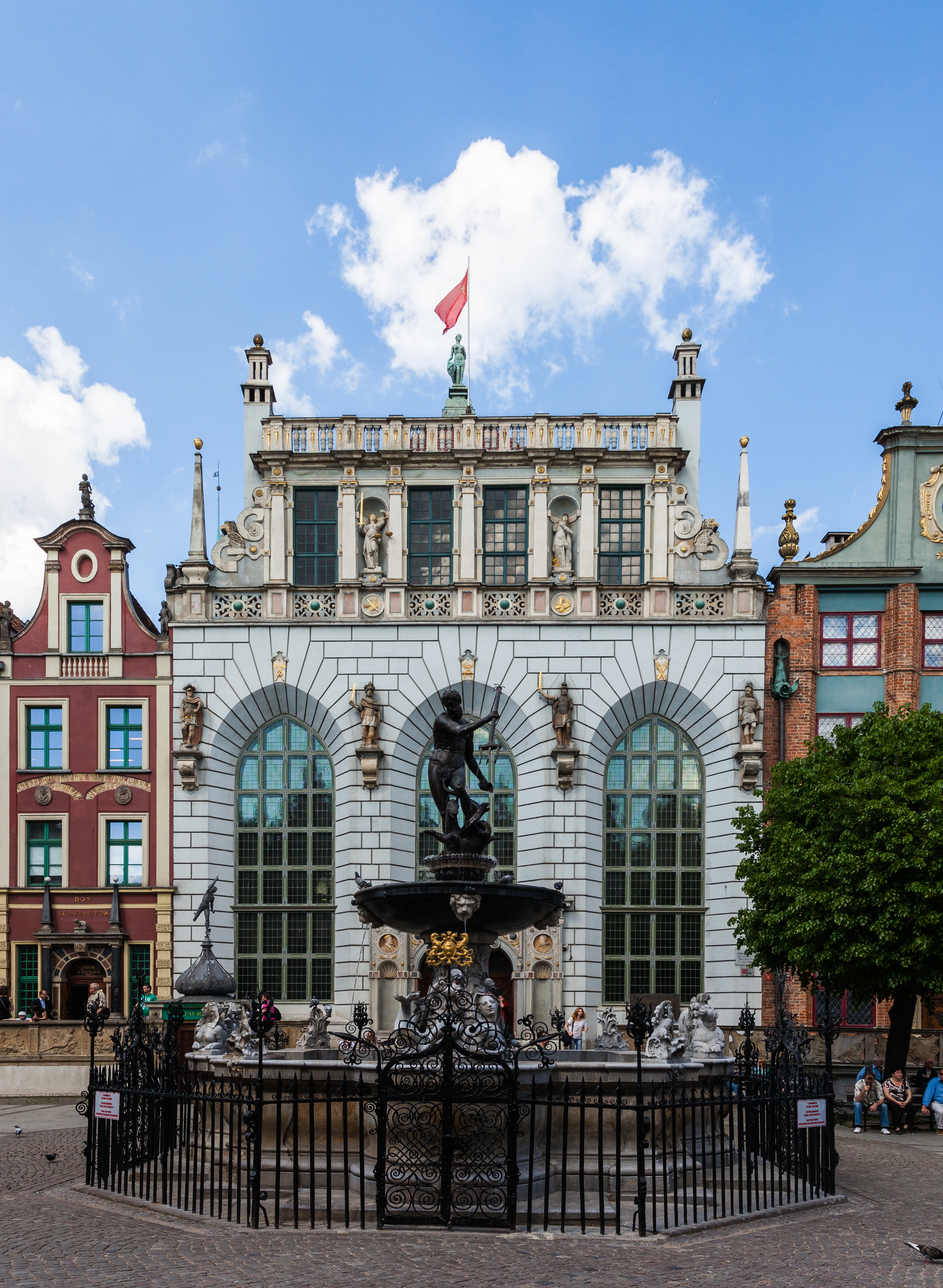
Палац Артуса

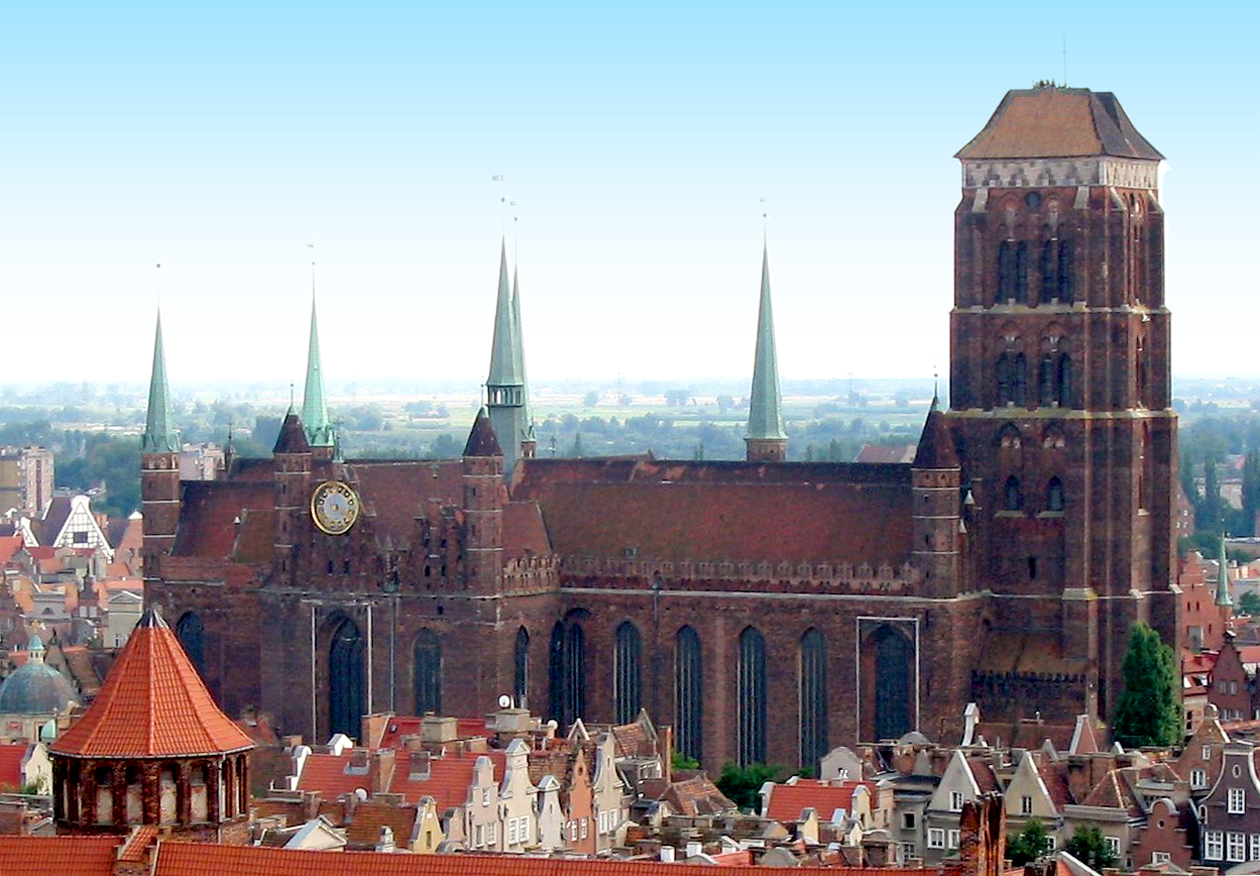
Базиліка святої Марії

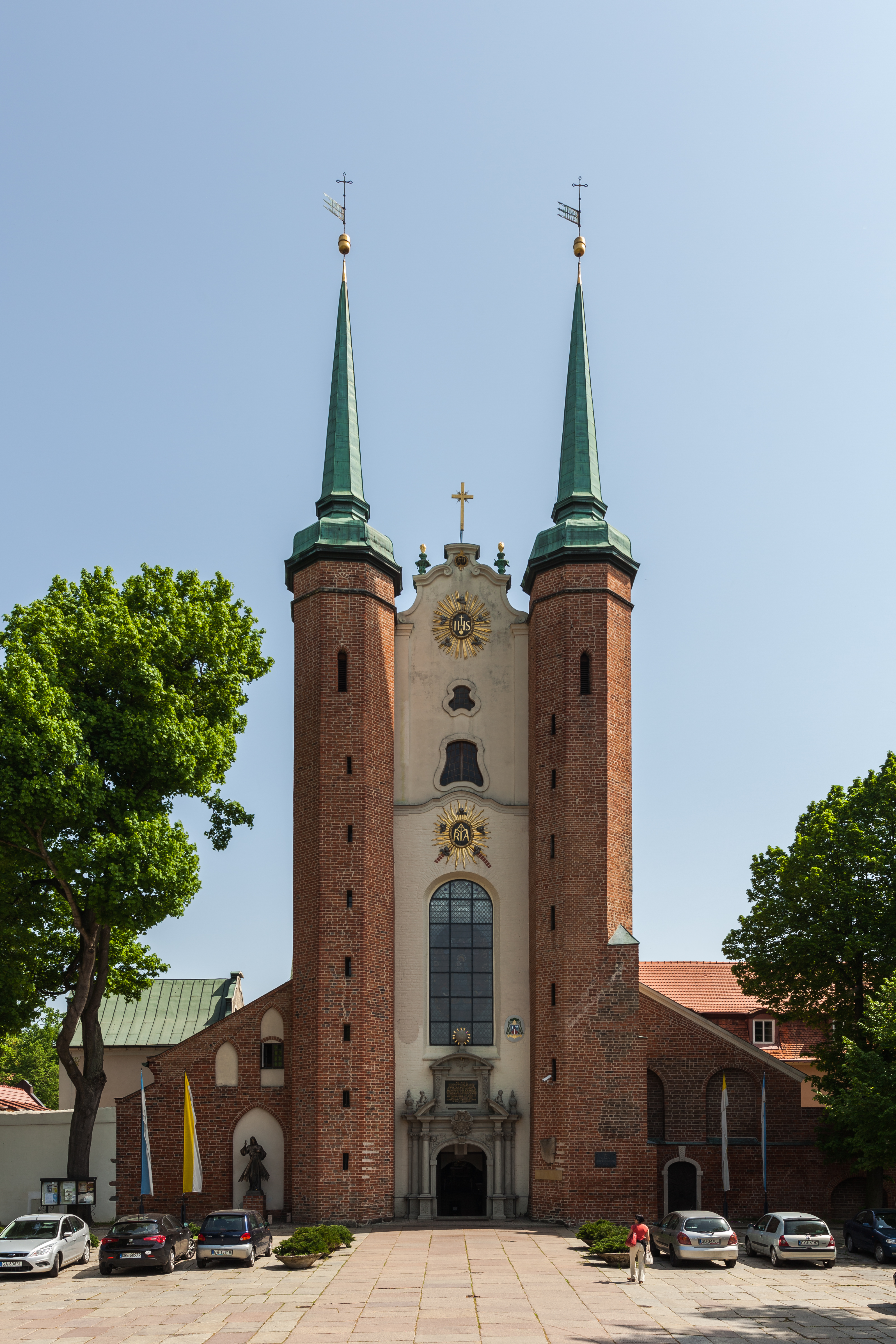
Архікафедральний собор в Оліві

У Гданську працює Оперний театр, Балтійська філармонія імені Ф. Шопена, низка музеїв, відбувається кінофестиваль. Престиж міста також підтримують різні фестивалі і заходи, як-от Шекспірівський фестиваль, Ярмарок святого Домініка, Фестиваль доброго гумору або фестиваль All About Freedom Festival. 2010 року в Гданську проходила Вікіманія. Гданськ був кандидатом на звання культурної столиці Європи 2016 року.
Історичні частини Гданська включають Старе місто в Гданську (Ворота Журавля, Фонтан Нептуна, Будинок Упгагена, Двір Артуса, Золоту кам'яницю, Зелені ворота, Велика Збройована, Маріацька вулиця), Вестерплатте та Олива.

### Музеї Гданська
- Історичний музей міста Гданськ[46]. Відділи:
  - Ратуша Головного Міста
  - Двір Артуса
  - Будинок Упгагена
  - Сторожка № 1 на Вестерплатте
  - Музей вежових годинників — костел святої Катерини
  - Музей спорту та туризму в Гданську
  - Музей Пошти Польської в Гданську
  - Музей бурштину
  - Фортеця Віслоуйсьце
- Національний музей[47]. Відділи:
  - Стародавнього мистецтва
  - Зелена брама
  - золоті ворота[48]
  - Сучасного мистецтва — Палац Опатув
  - Етнографії — Опатське зерносховище
  - Гданська Фотогалерея
  - Музей національного гімну в Бендоміні
  - Музей шляхецьких традицій у Ваплеві-Великому
- Науковий музей Hevelianum[49].
- Національний Морський музей[50]
- Корабель-музей «Солдек»
- Брама-кран «Журав»
- Склад на Олов'янці, нині відділення Національного морського музею
- Археологічний музей[51]
- Виставка Дороги до Свободи
- Морський маяк Гданськ-Новий Порт[52]

### Пам'ятки історії та культури
Переважно відбудовані після 1945 року.
- Собори (XIII—XVI ст.): Базиліка святої Діви Марії[53], святої Трійці, святої Катерини
- Ратуші — Головна і Стара
- Житлові будинки XV—XVIII ст.
- Оборонний мур із вежами
- Міська брама
- Арсенал
- Пам'ятник «Героям Вестерплатте»
- Пам'ятник «Полеглим суднобудівникам»
- Пам'ятник Володимиру Великому
- Пам'ятник Яну III Собеському
- Пам'ятники астроному Янові Гевелію перед ратушею Старого міста (2006) і в Малому районі Пржиморзе (1973)[54].

## Освіта
У Гданську діє 14 вищих навчальних закладів, у яких 2008 року вчилось понад 78 626 студентів, що робить Гданськ одним із найбільших освітніх центрів Польщі.
- Гданський університет (28 584 студенти).
- Гданський політехнічний університет (21 638 студентів).
- Гданський медичний університет (4936 учнів).
- Вища школа туризму та готельного менеджменту в Гданську (3878 студентів)
- Банківська школа (3799 студентів)
- Академія фізичного виховання і спорту (3784 студенти).
- Вища гуманітарна школа (3737 студентів)
- Athenaeum (2600 студентів).
- Школа управління (2405 студентів)
- Вища школа адміністрації (1041 студентів)
- Академія образотворчих мистецтв (784 студенти).
- Музична академія (655 студентів).
- Школа соціально-економічних проблем (556 студентів)
- Гданська духовна семінарія
- Польсько-японський інститут інформаційних технологій.

## Медіа
- Portal Regionalny Trojmiasto.pl[pl]
- Telewizja Regionalna Pomorska.TV[pl]

### ЗМІ
- Dziennik Bałtycki
- Gazeta Wyborcza — відділ Trójmiasto
- Echo Miasta — відділ Trójmiasto
- Nasze Morze
- Pomorski Kurier Nieruchomości

### Радіостанції
| Станція                    | Початок мовлення | Тип мовлення        |
| -------------------------- | ---------------- | ------------------- |
| Radio Gdańsk               | 1945             | Наземна — 103,7 МГц |
| Radio Eska Trójmiasto      | 2008 (1999)      | Наземна — 94,6 МГц  |
| Radio Kaszëbë              | 2004             | Наземна — 92,3 МГц  |
| Radio Plus Gdańsk          | 1992             | Наземна — 101,7 МГц |
| Radio RMF Maxxx Trójmiasto | 2008             | Наземна — 96,4 МГц  |
| Złote Przeboje             | 2004             | Наземна — 103,0 МГц |

## Українці у Гданську
Докладніше: Українці в Гданську

Головний корпус Гданської політехніки у Гданську-Вжещу

Українська громада в Гданську вперше склалася в 1920-1930-ті рр. з емігрантів УНР та, головним чином, студентів місцевої Політехінки. Тут навчалася українська молодь, яка з різних причин не мала доступу до вищої освіти у себе вдома.  За 24 роки існування першої української громади у місті з 1921 по 1945 р. через Політехніку пройшло коло 200 українських студентів. По закінченню Політехінки молоді українські інженери - так звані "даницгери" - стали каталізатором господарської та підприємницької діяльності українського населення Галичини. У 1930-ті рр. вільне місто Гданськ , яке знаходилося в одній митній зоні з Польщею та не вимагало на в'їзд мати паспорт, стало спражніми воротами на світ для українців. З появою українських студентів Берлінський центр УВО (згодом ОУН)  створює тут багатофункціональний осередок, що служив для транзиту людей, перекидання зброї та підпільної літератури на територію Польщі. Гданськ слугував також пунктом військового вишколу членів організації, а також було місцем контактів із німецькою розвідкою. Після закінчення Другої світової війни більшість членів цієї громади залишили місто.
Хронологічно друга українська громада в Гданську сформувалася після проведення злочинної акції «Вісла» в 1947 р. Тоді в околицях міста опинилися українські родини, депортовані з Холмщини та Надсяння. В 1956 р. було створено Гданське воєводське правління Українського суспільно-культурного товариства з домівкою на Długim Targu 8/10 (Kamienica Brandes'ów). Його багаторічним керівником був Павло Кремінський. З 1990 р. ця організація функціонує як Гданський відділ Об'єднання українців у Польщі з домівкою по вул. Aksamitna 4a.

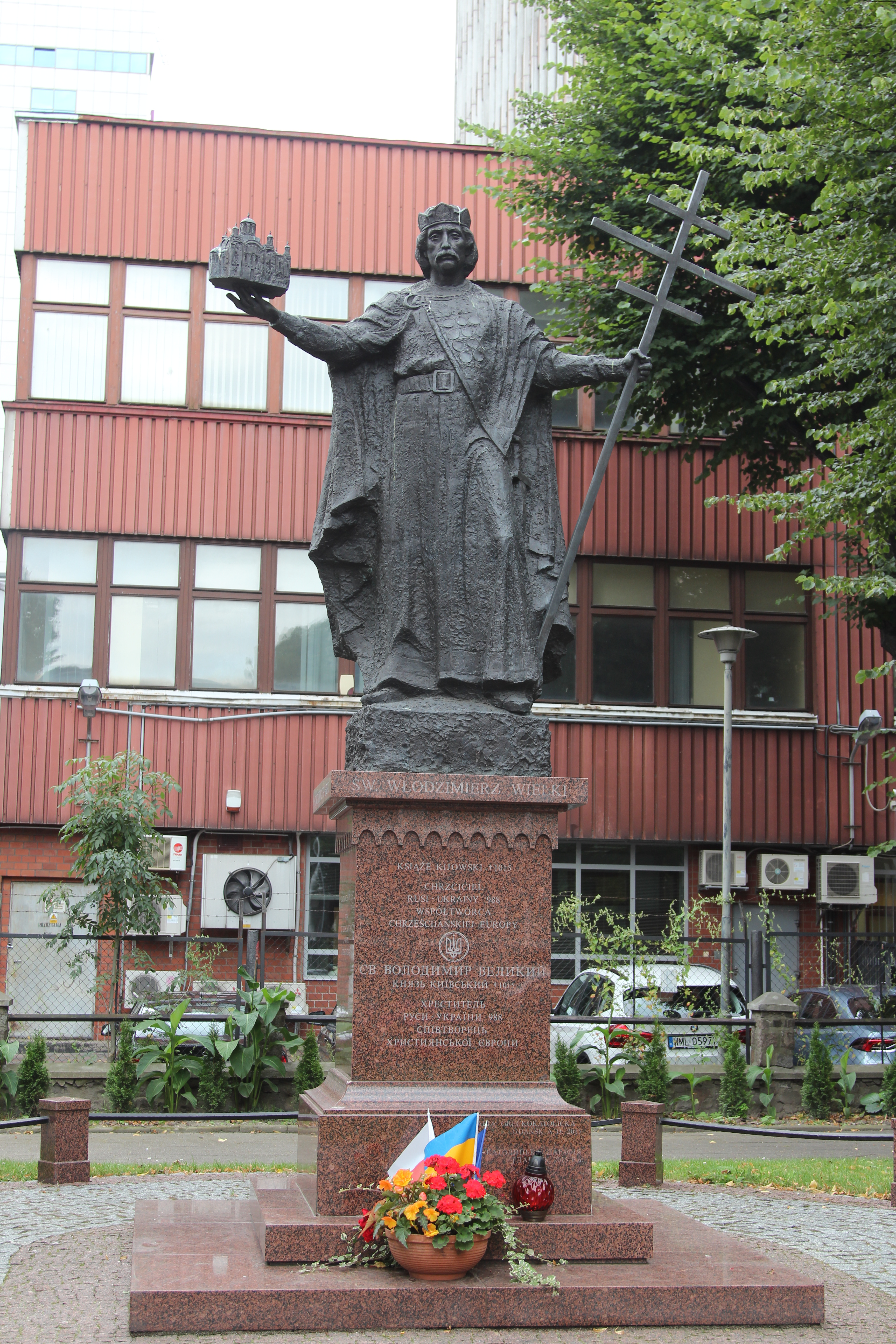
Пам'ятник князю Володимиру в Гданську поблизу костелу св. Варфоломія

У Гданську в Костелі Святого Варфоломея 1957 р. вперше отцем-митратом Василем Гриником була відслужена східна літургія. 3 липня 1997 р. з нагоди 1000-річного ювілею міста костел св. Варфоломія з прикостельним будинком було передано для Вроцлавсько-Гданської єпархії Української греко-католицької церкви. 25 листопада 2020 р. утворено нову Ольштинсько-Гданську єпархію. Гданський храм св. Варфоломія залишається у ній конкафедральним. 23 травня 2015 р. поблизу костелу св. Варфоломія відкрито пам'ятник Володимиру Великому.
Починаючи з 2000-х рр. у Гданську формується хронологічно-третя громада. Адже зростає кількість українців, що приїжджають сюди на навчання чи знаходять тут працю та залишаються на постійне проживання. Українці розвивають свій бізнес. Зокрема, у місті працює український ресторан «Львівські вареники».
Особливо кількість українців зросла в 2014 р. та відповідно після 24 лютого 2022 р. Мешканці міста та місцеві органи влади надали всебічну допомогу українським біженцями, що прибули до міста після початку повномасштабної агресії Росії проти України.
З сучасних гданських українців, варто згадати скульптора Геннадія Єршова, історика Ігора Галагіду, голову ОУП у Гданську Єлізавету Кремінську.
У Гданську працює консульство України, що обслуговує українських громадян, які перебувають у Польщі. Консульство розташоване за адресою: вул. Bernarda Chrzanowskiego 60a, 80-278 Gdańsk.
26 листопада 2020 року одному зі скверів міста присвоєно назву імені генерала армії Української народної республіки Марка Безручка.

### Померли
- Осип Думін — сотник УСС і Армії УНР, військовий діяч УВО, письменник.

## Відомі люди

### Народилися
- Ян Гевелій (1611—1687) — польський астроном, автор перших карт Місяця («Селенографія, або опис Місяця»), «Каталогу нерухомих зірок на епоху 1660», атласу неба «Уранографія» (1690); конструктор телескопів; градоначальник Гданську.
- Ельжбета Гевелій (1647—1693) — жінка-астроном, дружина та колега Яна Гевелія.
- Данієль Габрієль Фаренгейт (1686—1736) — німецький хімік і фізик, автор температурної шкали його імені.
- Артур Шопенгауер (1788—1860) — німецький філософ у галузі об'єктивного ідеалізму, відомий уявленням про метафізичну волю як рушій світу.
- Аарон Бернштайн (1812—1884) — німецький письменник, журналіст, редактор, видавець, перекладач.
- Бернгард Ґецке (1884—1964) — німецький актор епохи німого.
- Гюнтер Грасс (1927—2015) — німецький письменник (також скульптор, художник), лауреат Нобелівської премії з літератури 1999 року. Автор, зокрема, «Данцизької трилогії», до якої входять роман «Бляшаний барабан», повість «Кіт і миша», роман «Собачі роки».
- Пйотр Шулькін (1950—2018) — польський кінорежисер, сценарист, актор, який у 2018 році підтримав звернення Європейської кіноакадемії на захист ув'язненого у Росії українського режисера Олега Сенцова.
- Яніна Охойська (1955) — польська громадська діячка, астроном[63].
- Беата Позняк (1960) — польська актриса.
- Яцек Денель (1980) — польський поет, письменник і перекладач.
- Гуго Конвенц — німецький археолог, природознавець, фундатор системи охорони природи в Європі[64]

### Пов'язані з містом
- Лех Валенса — польський політик, Президент Польщі (1990—1995). Співзасновник і перший керівник профспілки «Солідарність» у 1980-х роках, лауреат Нобелівської премії миру (1983). На честь нього названий міжнародний аеропорт у місті Гданськ.
- Северин Краєвський — польський композитор, співак, музикант і гітарист, колишній лідер гурту «Червоні гітари».
- Геннадій Єршов — польський та український митець, громадський діяч, один із засновників «Фундації Ательєр Єршов».

## Міста-побратими
- Казахстан, Астана (1996)
- Іспанія, Барселона
- Німеччина, Бремен
- Польща, Битів
- Литва, Вільнюс
- Швеція, Кальмар
- США, Клівленд, Огайо
- Франція, Марсель
- Франція, Ніцца
- Франція, Руан
- Україна, Одеса
- Україна, Рівне
- Україна, Маріуполь (2014)
- Нідерланди, Роттердам
- Велика Британія, Сефтон, Англія
- Фінляндія, Турку
- Данія, Гельсінгер